# Premodern építészet
A premodern építészet vagy tárgyilagos építészet az európai építészetben – más stílusokkal párhuzamosan – jelenlévő, körülbelül 1900/1905 és 1920 közötti építészeti stílus. Jellemzője az 1920 utáni modern építészethez hasonló leegyszerűsítés, szerkezeti elemek megmutatása, ugyanakkor a stílus a történelmi építészet díszítéseiből kezdetben nem hagyott el mindent. Különféle irányzatai alakultak ki a díszesebbektől a modern értelemben vett teljesen puritánig, a görbe vonalakat használóktól a teljesen szögletesekig.

## Előzményei
A premodern építészet egyik előzményeként a 19. század második felében jelenlévő ipari eklektikát nevezhetjük meg, amely szintén a leegyszerűsítés irányába terelte az építészet fejlődését.
Kevés díszt alkalmazó építészet volt az 1890-es évek Chicagói iskolája (Louis Sullivan), majd 1903 körül a vasbetonvázas párizsi építészet (August Perret, Henri Sauvage).
Előzmény a századfordulós szecessziós osztrák szecesszión belül a Wiener Werkstätte iskola, illetve különösen a német szecessziós (jugendstil) építészet, amelyek kifejezetten a geometrikus díszítéseket részesítették előnyben. Josef Hoffmann építészetének fejlődése tipikus példa az utóbbira.
A stílus kialakulásának okai között keresendő az újabb mérnöki szerkezetek elterjedése, illetve az angliai lakásépítkezési programok.

## Története
A modern építészethez hasonlóan a mérnöki szerkezetek megmutatását, a formai leegyszerűsítést kereste, azzal ellentétben azonban ez a stílus kezdetben még nem vetette el a díszítést, hanem szabályos, geometrikus mintákban fenntartotta azt. Ugyanakkor kiemelendő, hogy a díszítések jelentősége az építészeti alkotás szempontjából egyre csökkent. Jellemzője volt még a történeti formák stilizálása, a tagozatok egyszerűsítése, a homlokzati osztásmezők megnövelése, a nagy falfelületek áttekinthetővé válása. Bizonyos fokú klasszicizálás is jellemezte a stílust. (Ez azonban nem azonos a historizmus neoklasszicizmusával, pl. Szépművészeti Múzeum.) Fontos kiemelni, hogy a stílussal párhuzamosan tovább élt a szecesszió és historizmus több, késői változata is. A szecesszió formáit egyébként néhány premodern-futurista építész fel is használta épületeinél, azaz a stílusok tiszta és keveredett állapotban folyamatosan hatottak egymásra.
A teljes dísztelenséghez – de nem a teljes szögletességhez – végül egyébként Otto Wagner jutott el a bécsi Osztrák Postatakarékpénztár épületének belső részével, míg a hasábszerű formák Adolf Loos „érdemének” tudhatók be.
Eltérések vannak a különböző kézikönyvek között a stílus kialakulási idejének meghatározásában. Déry Attila és Merényi Ferenc szerint az 1898 és 1903 között felépült Amszterdami Tőzsde volt a stílushasználat egyik legkorábbi példája. Bolla Zoltán szerint a premodern építészet ennél később, csak 1905 körül fejlődött ki.
A premodern építészetnek létezett északi ága is, ehhez sorolható a finn premodern építészet (pl. Helsinki főpályaudvar).
A premodern építészettel kapcsolatban J. L. M. Lauweriks publikálta írásban gondolatait.

### Otto Wagner
A premodern építészet kapcsán megkerülhetetlen megemlékezni Otto Wagner (1841–1918) osztrák építészről. Az élete első felében historizáló stílusban (többek között Budapesten is, Rumbach utcai zsinagóga) alkotó építész az 1890-es évektől az osztrák szecesszió egyik vezéralakja lett. Élete utolsó éveiben azonban ismét stílust váltott, az 1910-es években már egyre kevesebb díszítést (vagy semmilyen díszítést nem) alkalmazó premodern formában tervezte meg épületeit.
Néhány premodern jellegű alkotása:

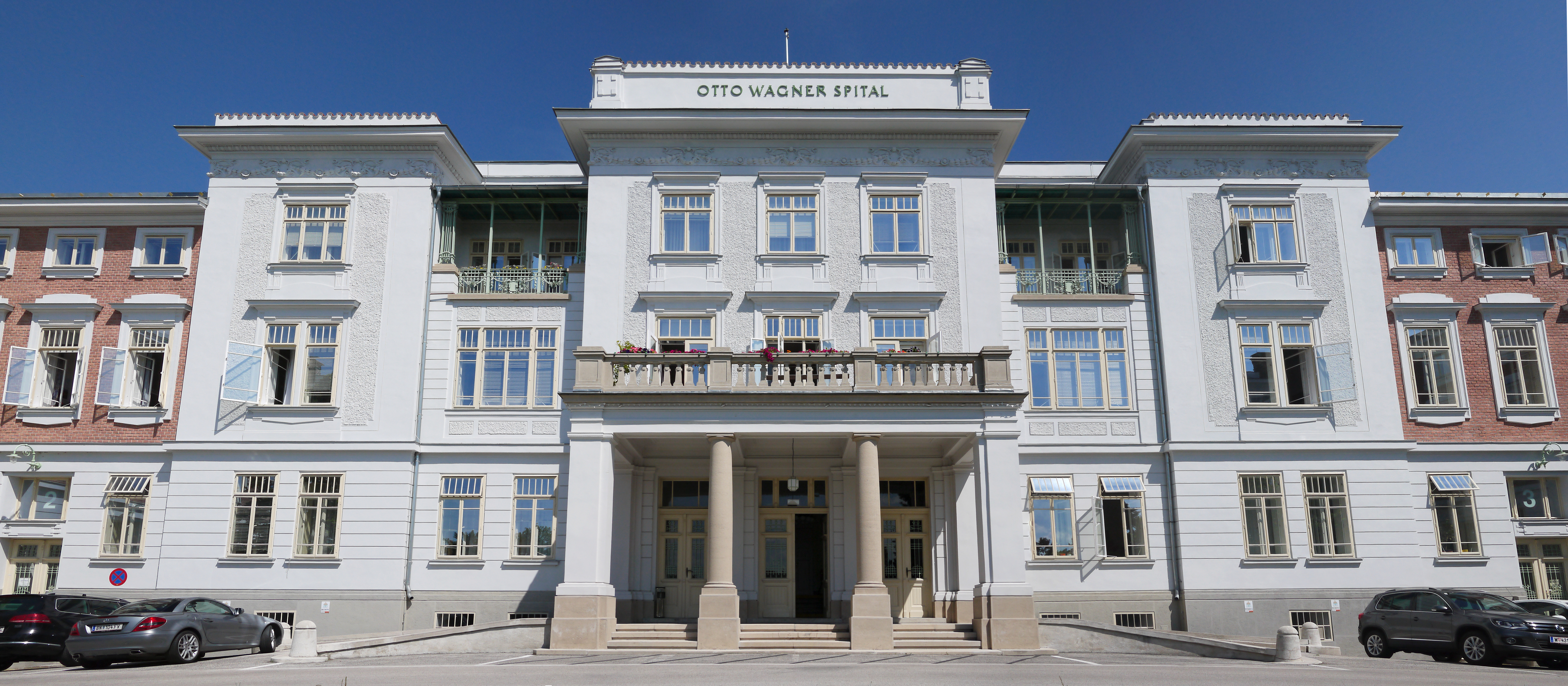
Otto Wagner Kórház, Bécs
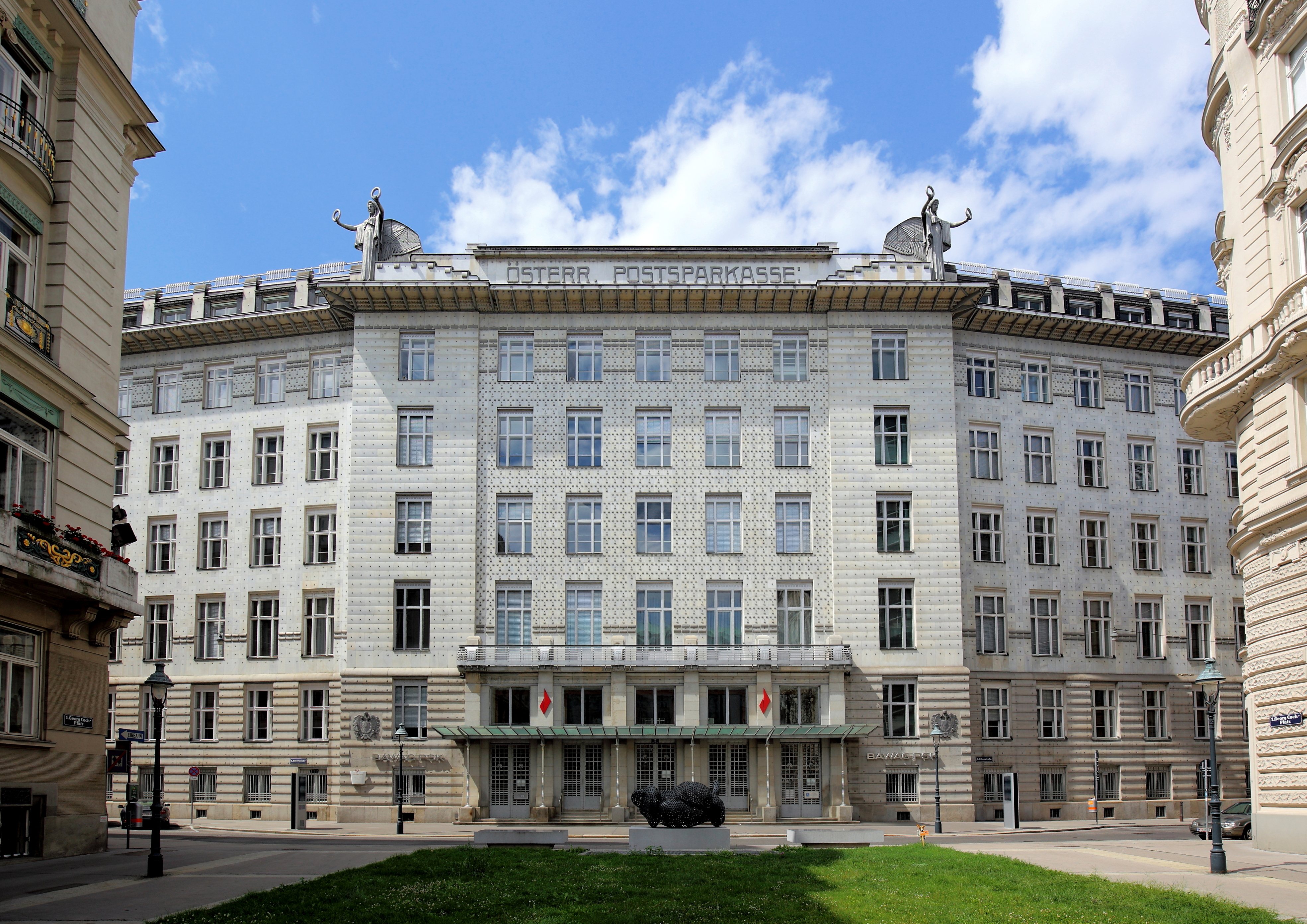
Osztrák Postatakarékpénztár, Bécs
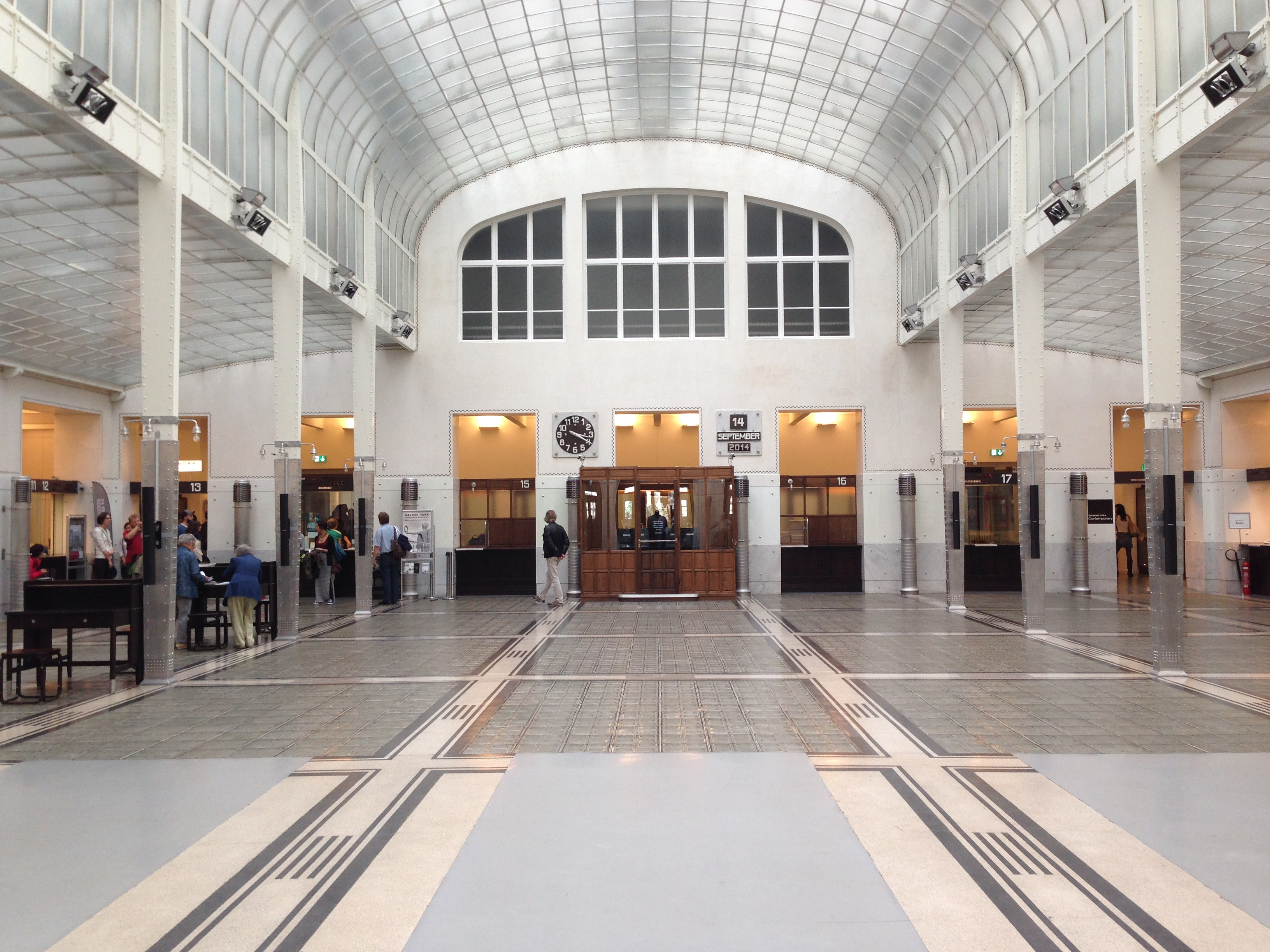
Postatakarékpénztár, Bécs (belső)
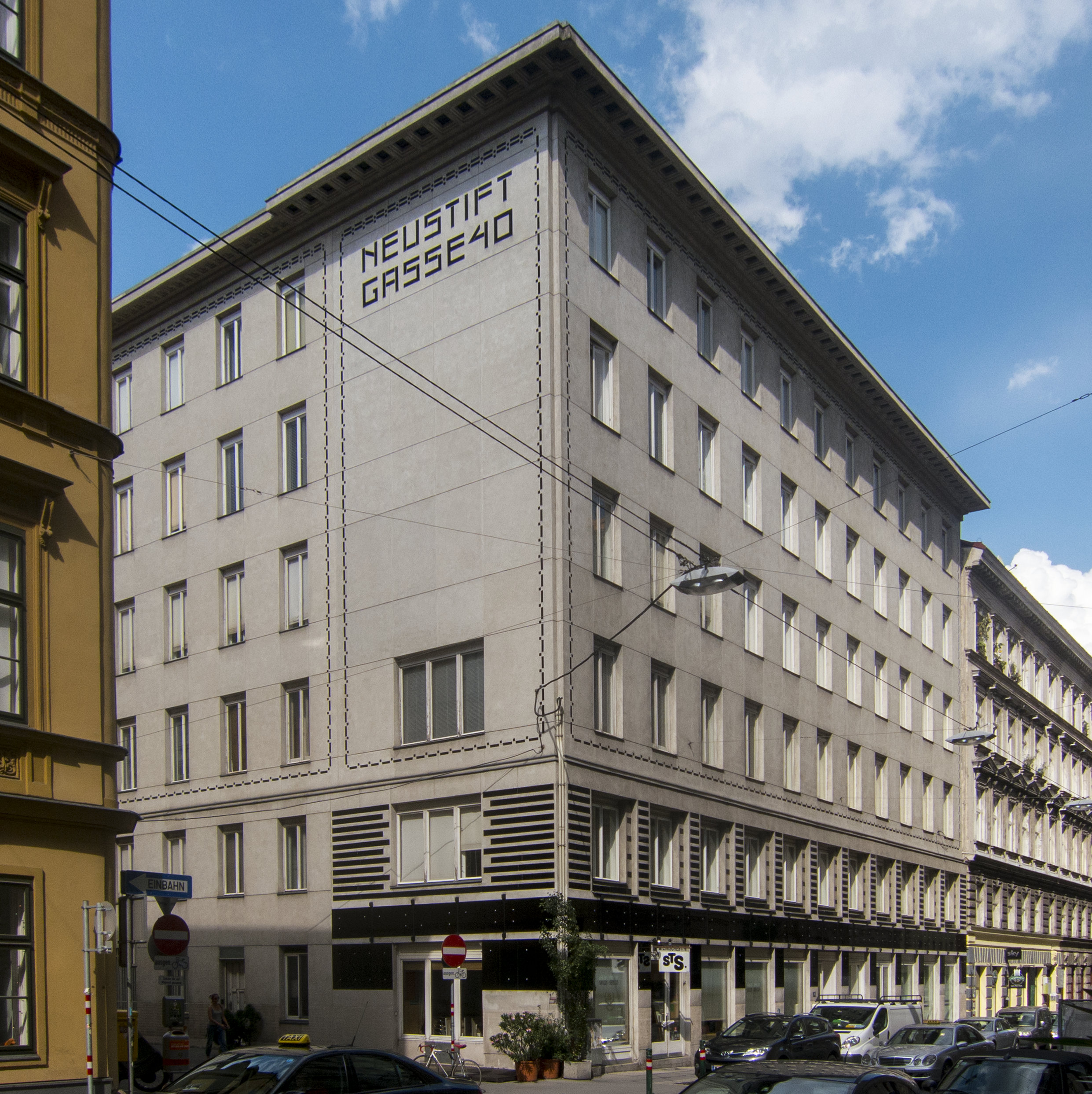
Apartmanszálloda, Bécs Neustiftgasse 40.
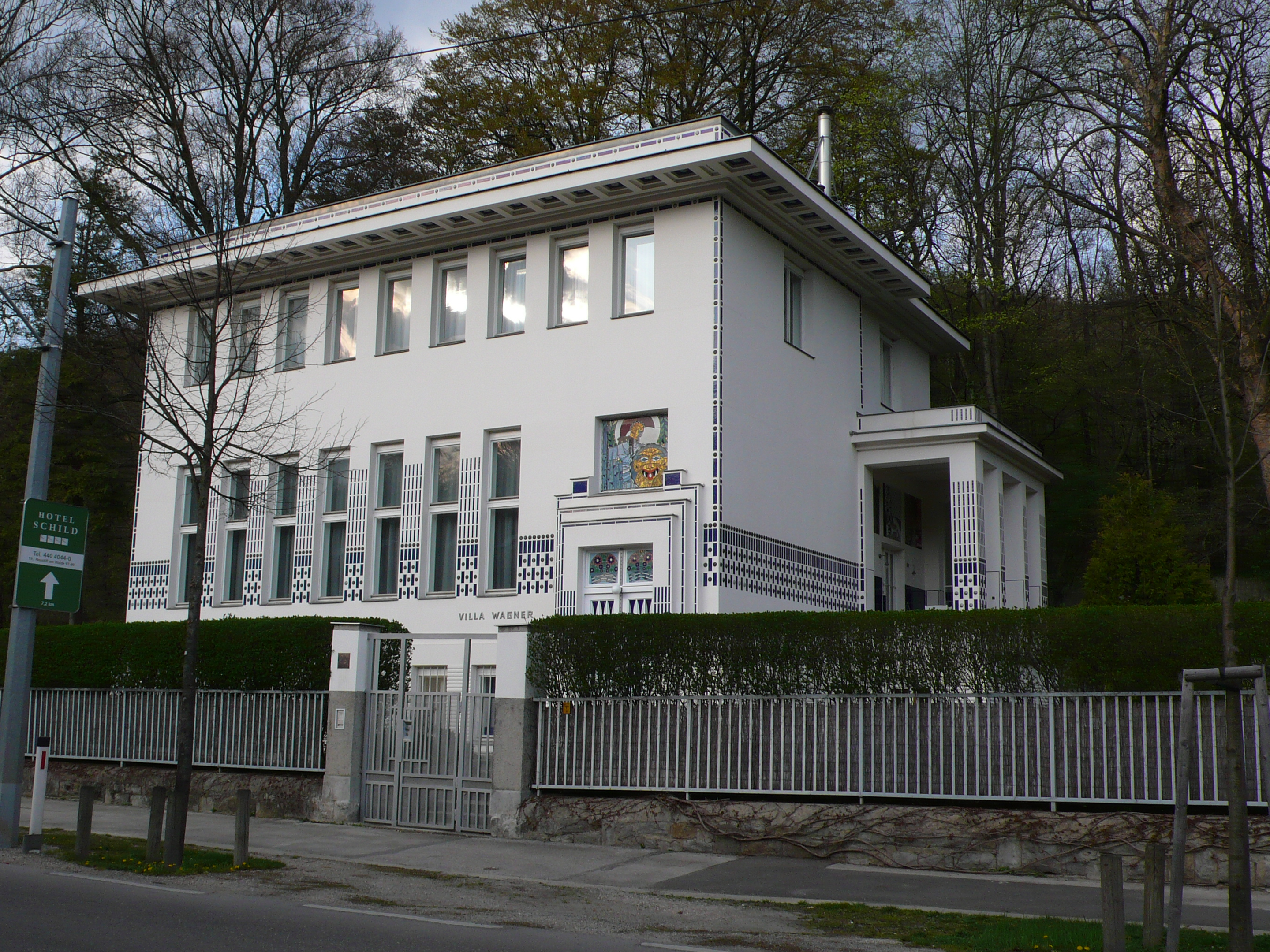
II. Wagner-villa, Bécs

### Historizáló premodern
- Amszterdami Tőzsde (1898–1903, Hendrik Petrus Berlage)[5]
- Dame-du-Travail templom, Párizs (1899–1901, Jules Astruc)[5]
- Városháza, Stockholm (1906–1923, Ragnar Östberg)[5]
- Főpályaudvar, Helsinki (1910, Eliel Saarinen)[5]
- Hochzeitturm, Darmstadt (1907, Josef Maria Olbrich)[4]
- Lutherkirche, Karlsruhe (1905–1906, Karl Moser és Curjel)[4]
- Stocklet-ház, Brüsszel (1905–1911, Josef Hoffmann)[4]
- Štenc-ház, Prága (1909–1911, Otakar Novotný)[4]
- Kovařik-villa, Prostějov (1910, Emil Králik)[4]
- Szent Balázs-templom, Zágráb (1912, Viktor Kovačić)[4]
- Zsinagóga, Trencsén (1913, Scheibner Richárd és Pál Hugó)[12]

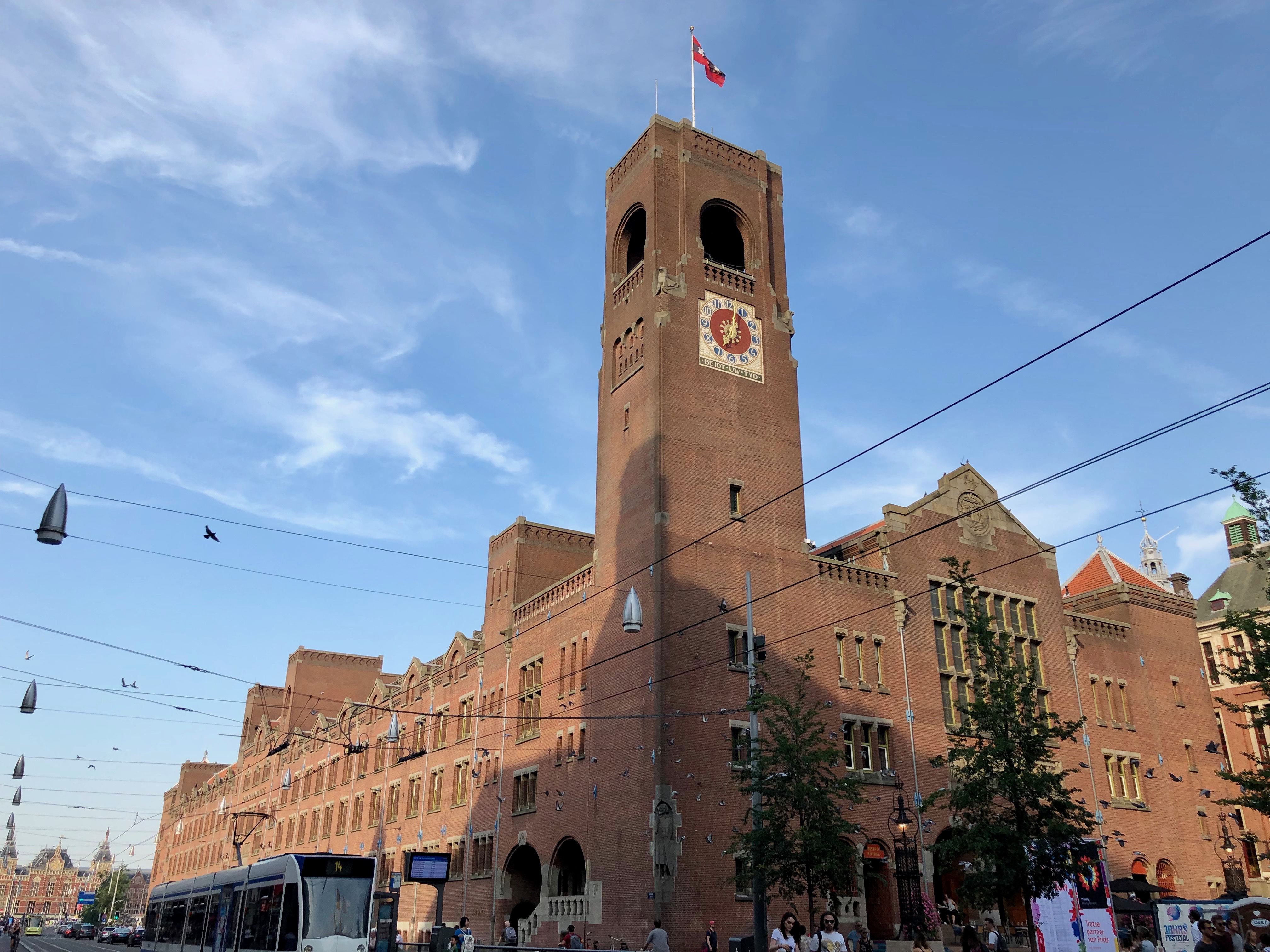
Amszterdami Tőzsde
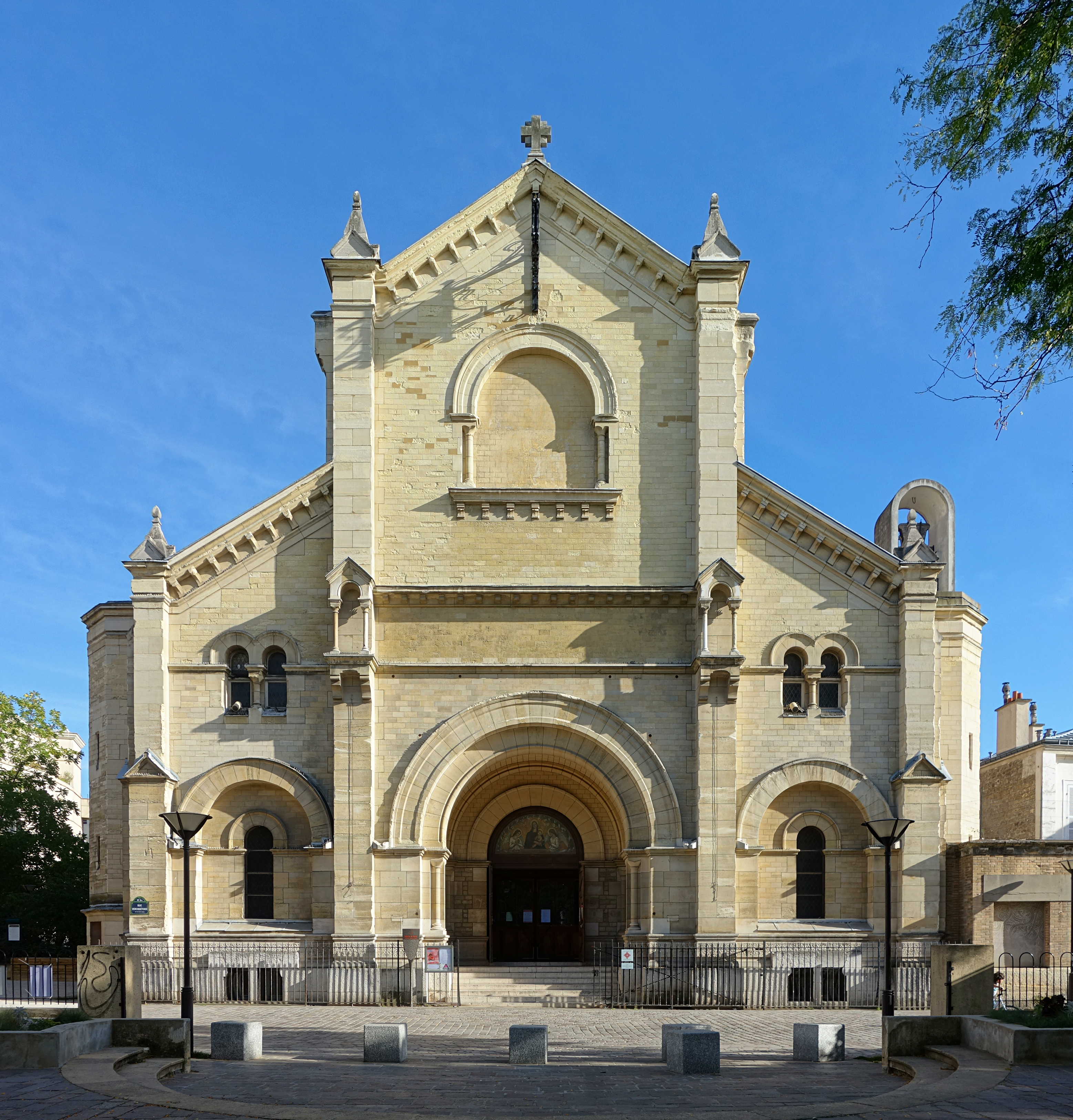
Dame-du-Travail templom
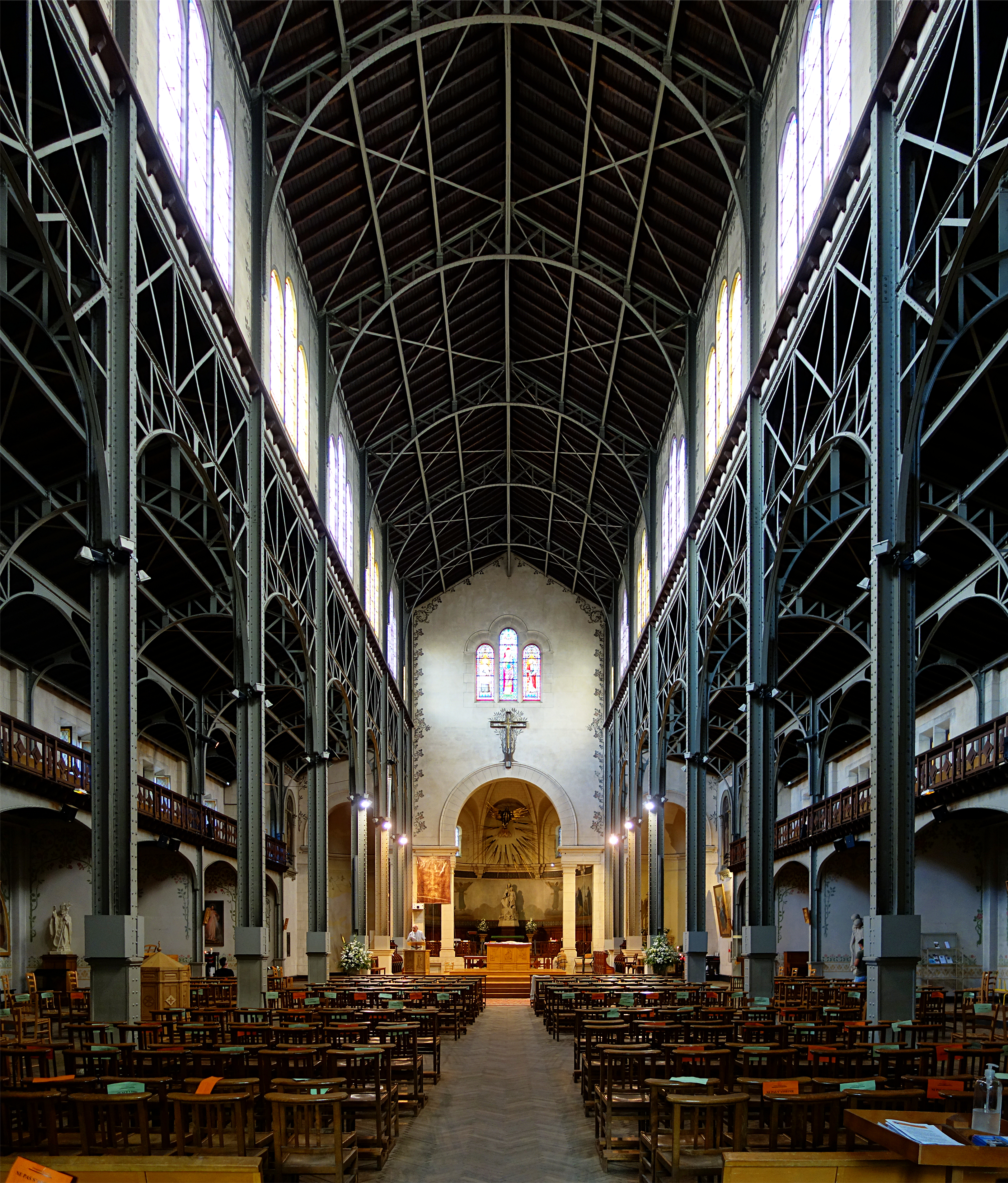
Dame-du-Travail templombelső
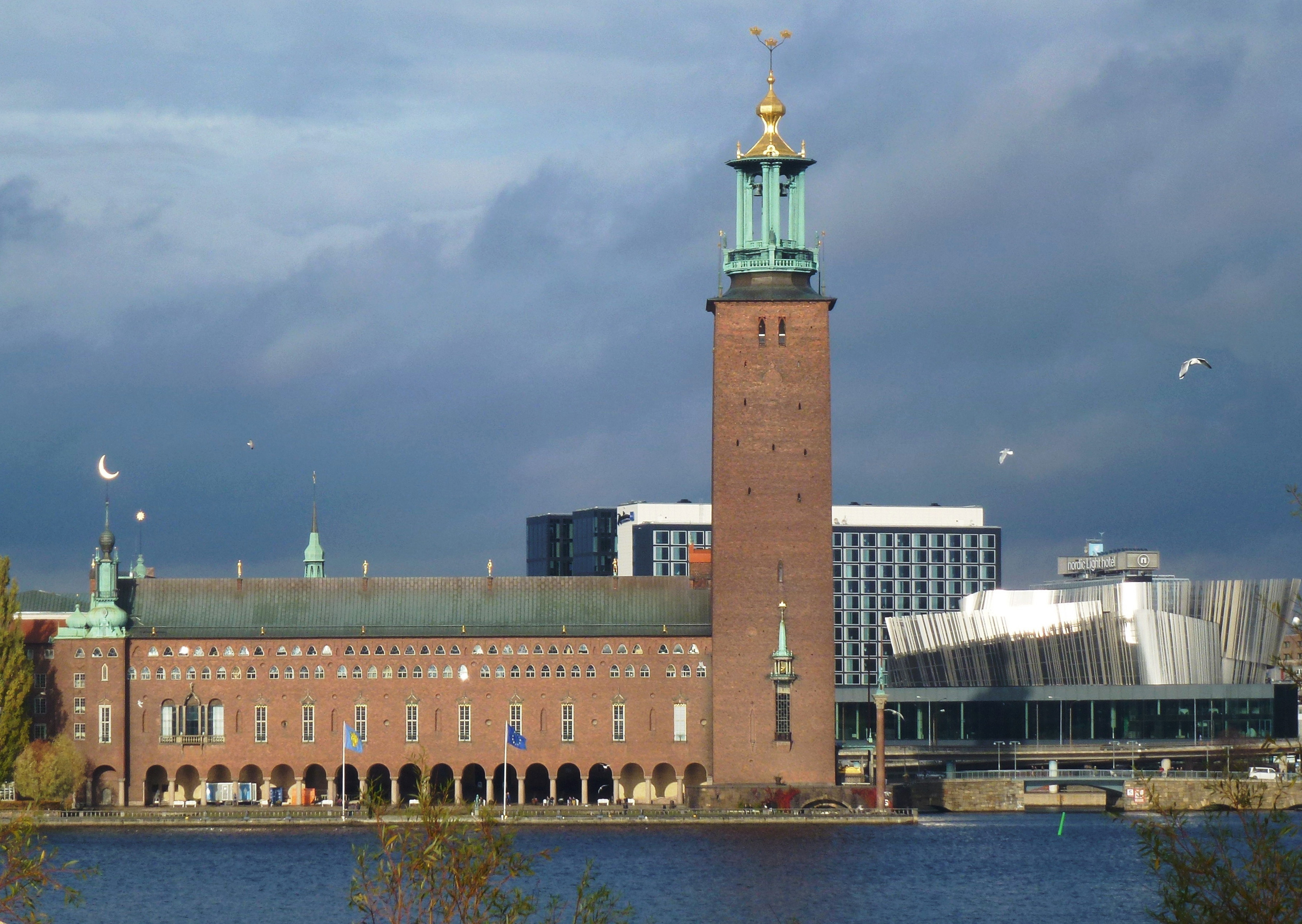
Stockholmi városháza
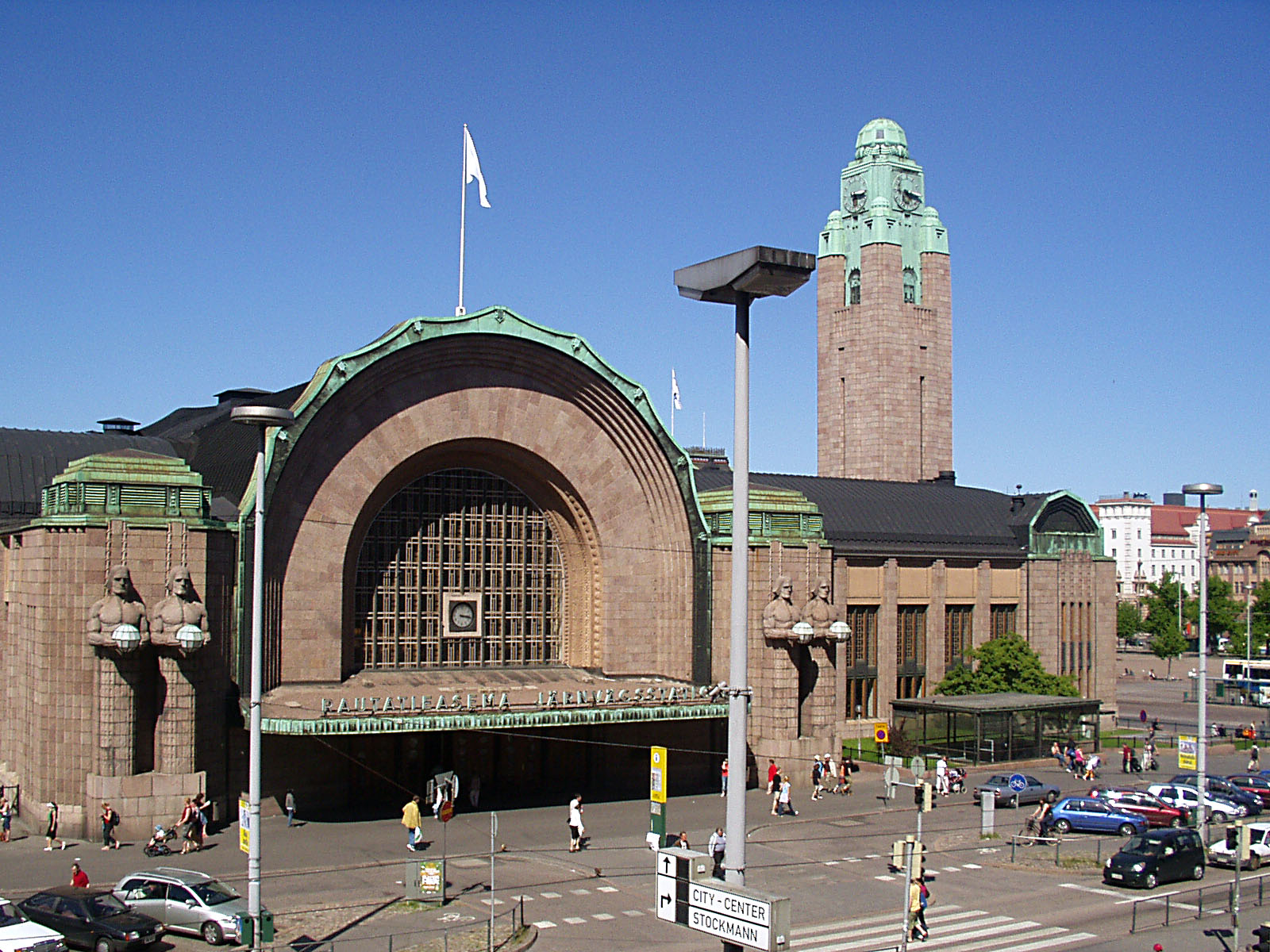
Helsinki főpályaudvar
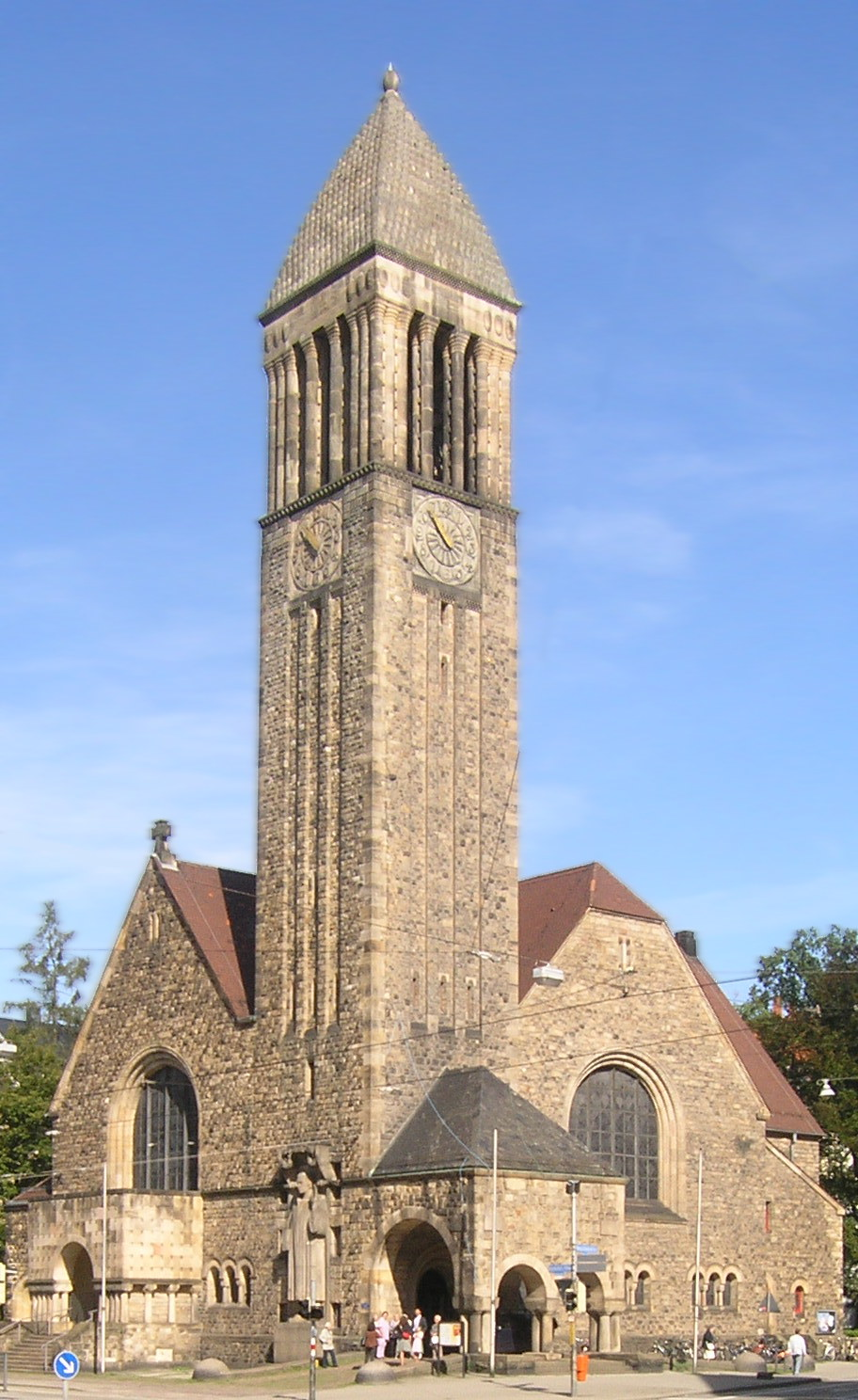
Lutherkirche, Karlsruhe
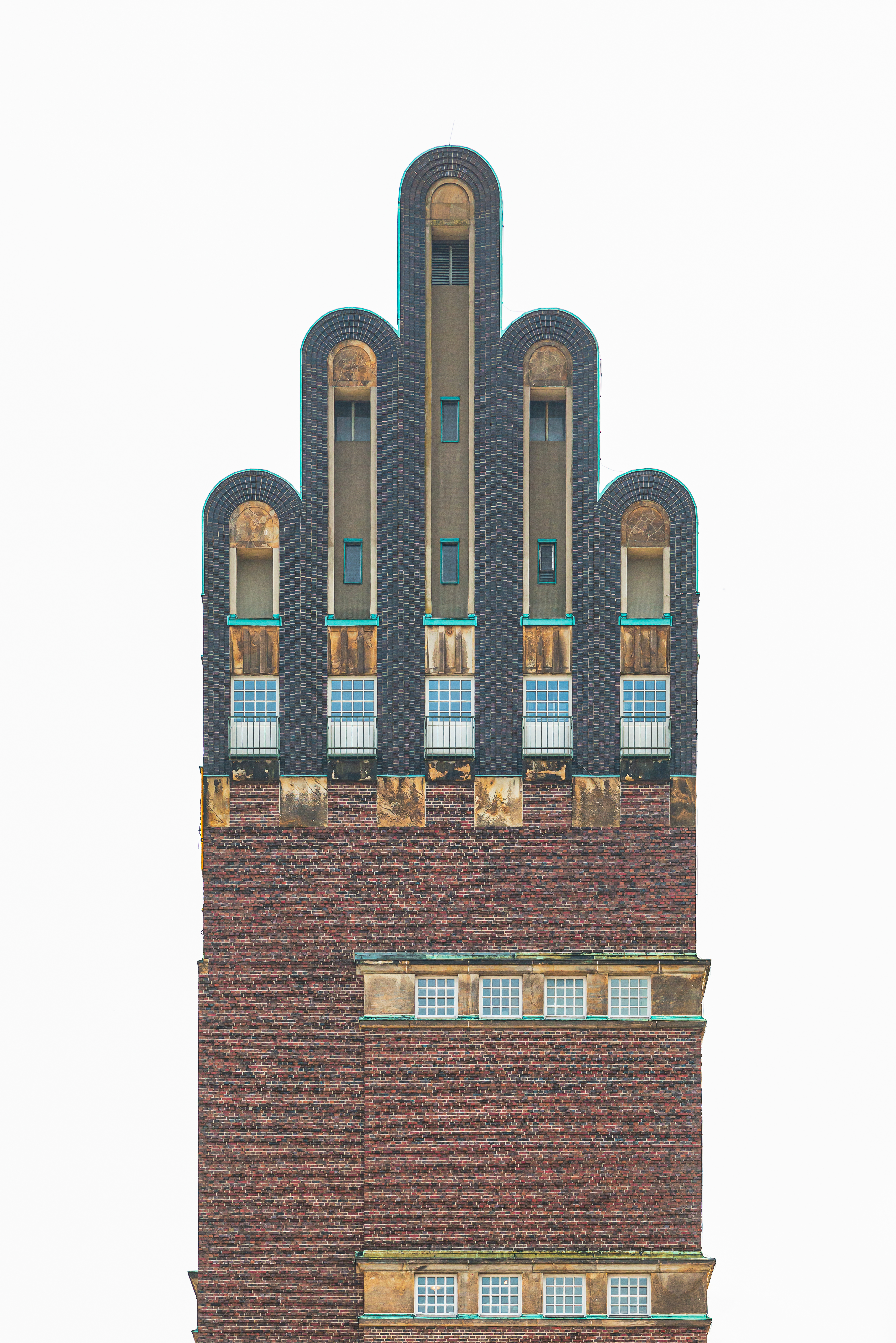
A Hochzeitsturm teteje
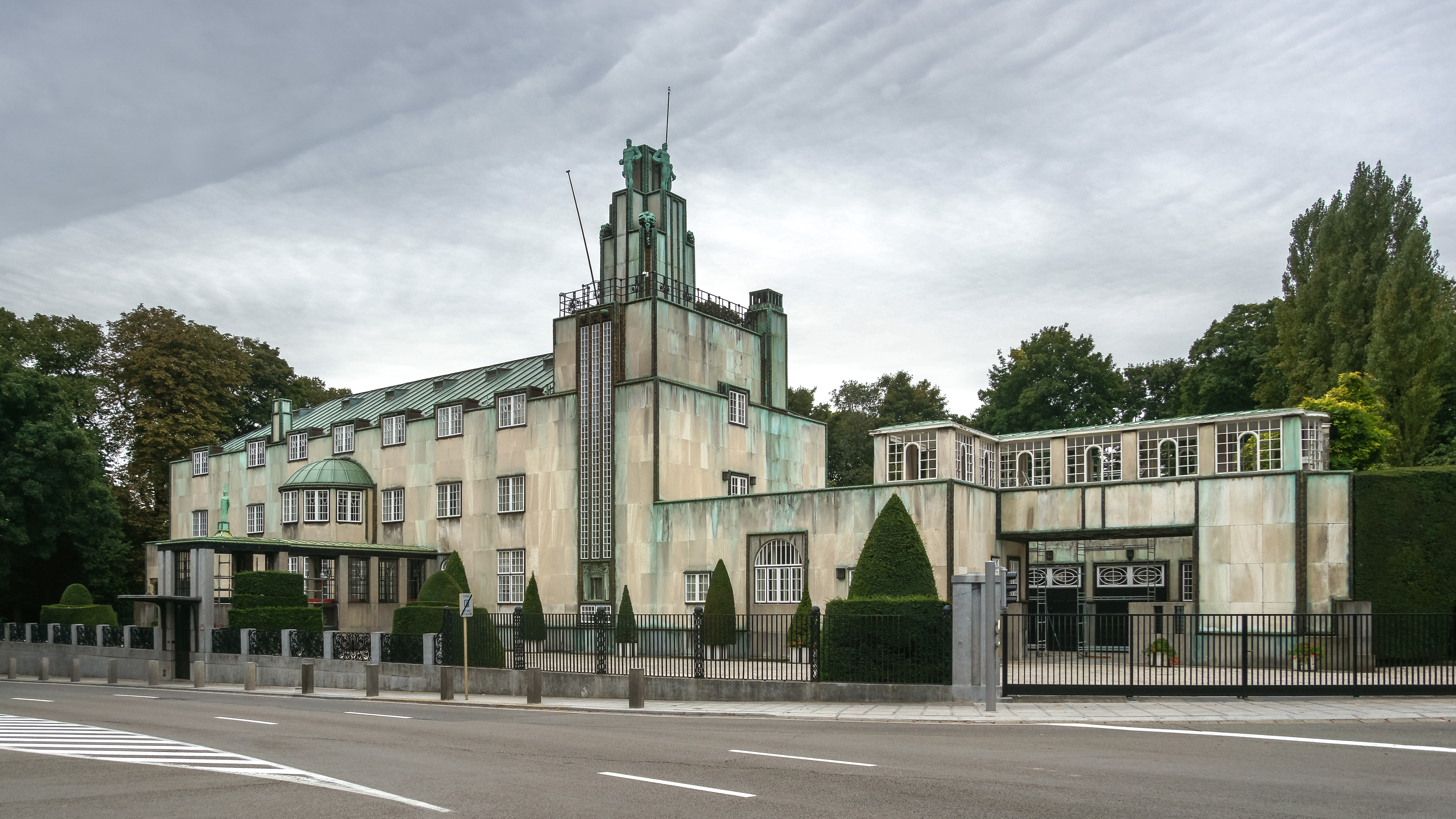
Stocklet-ház
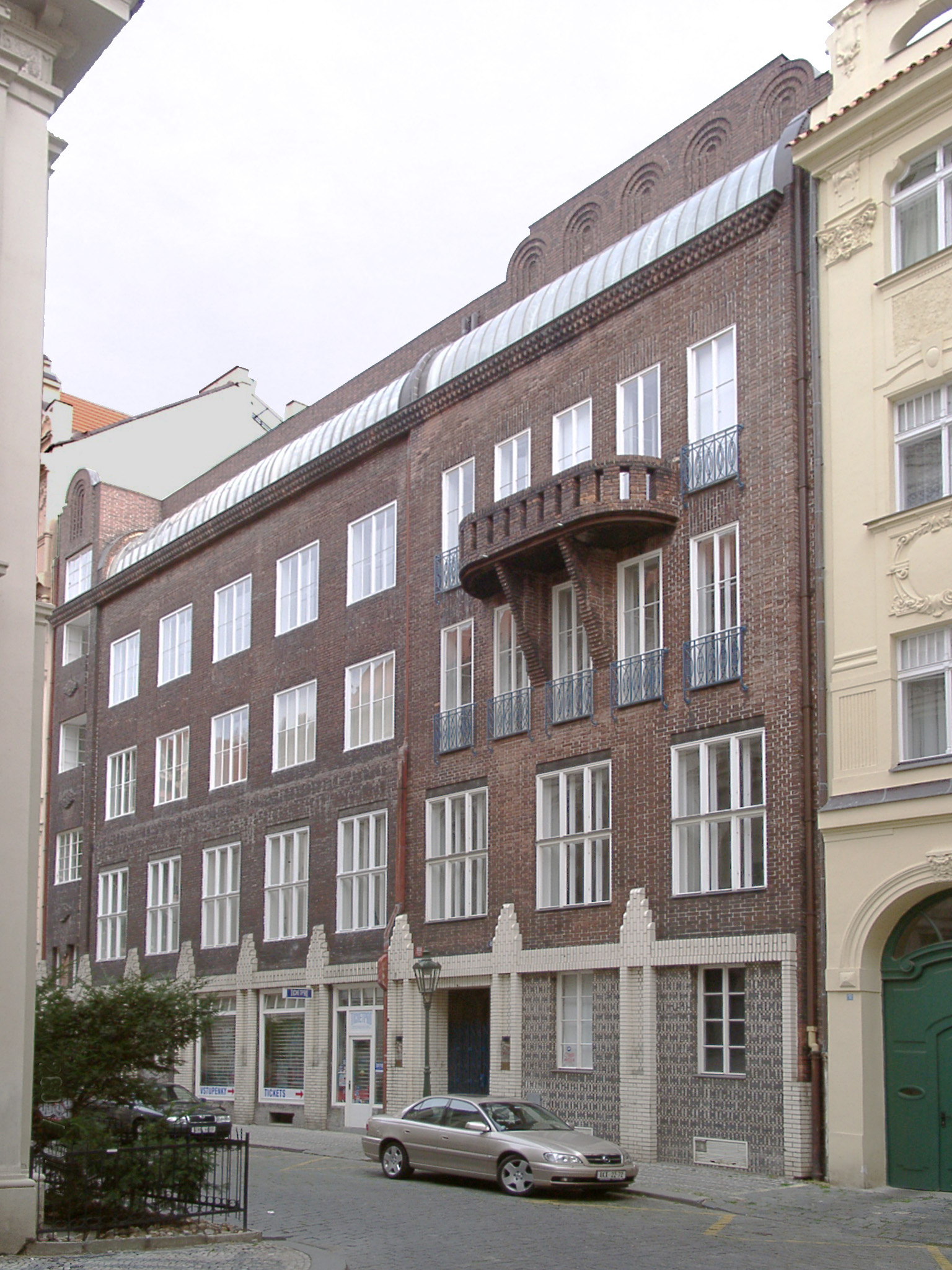
Štenc-ház
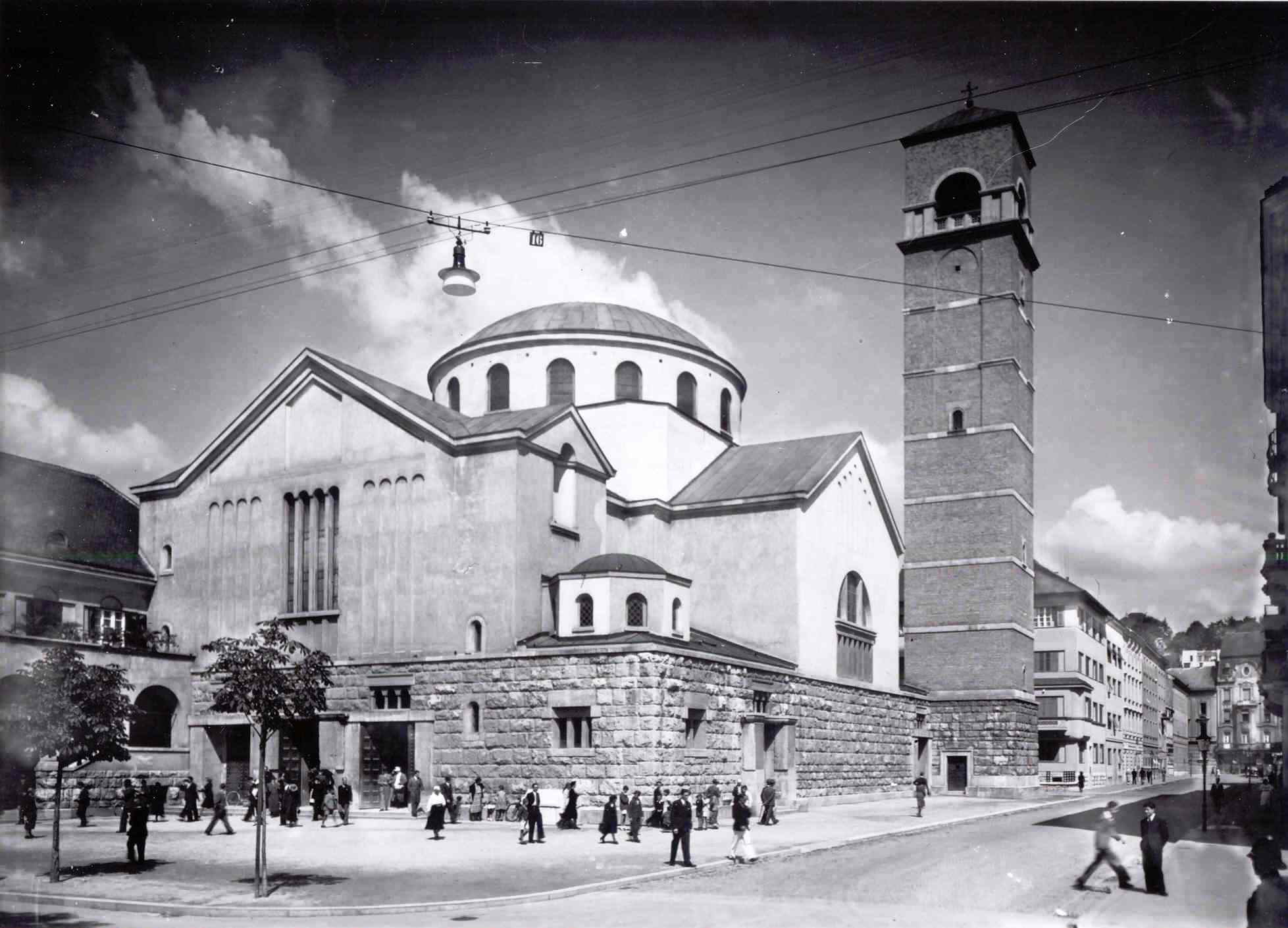
Szent Balázs-templom, Zágráb
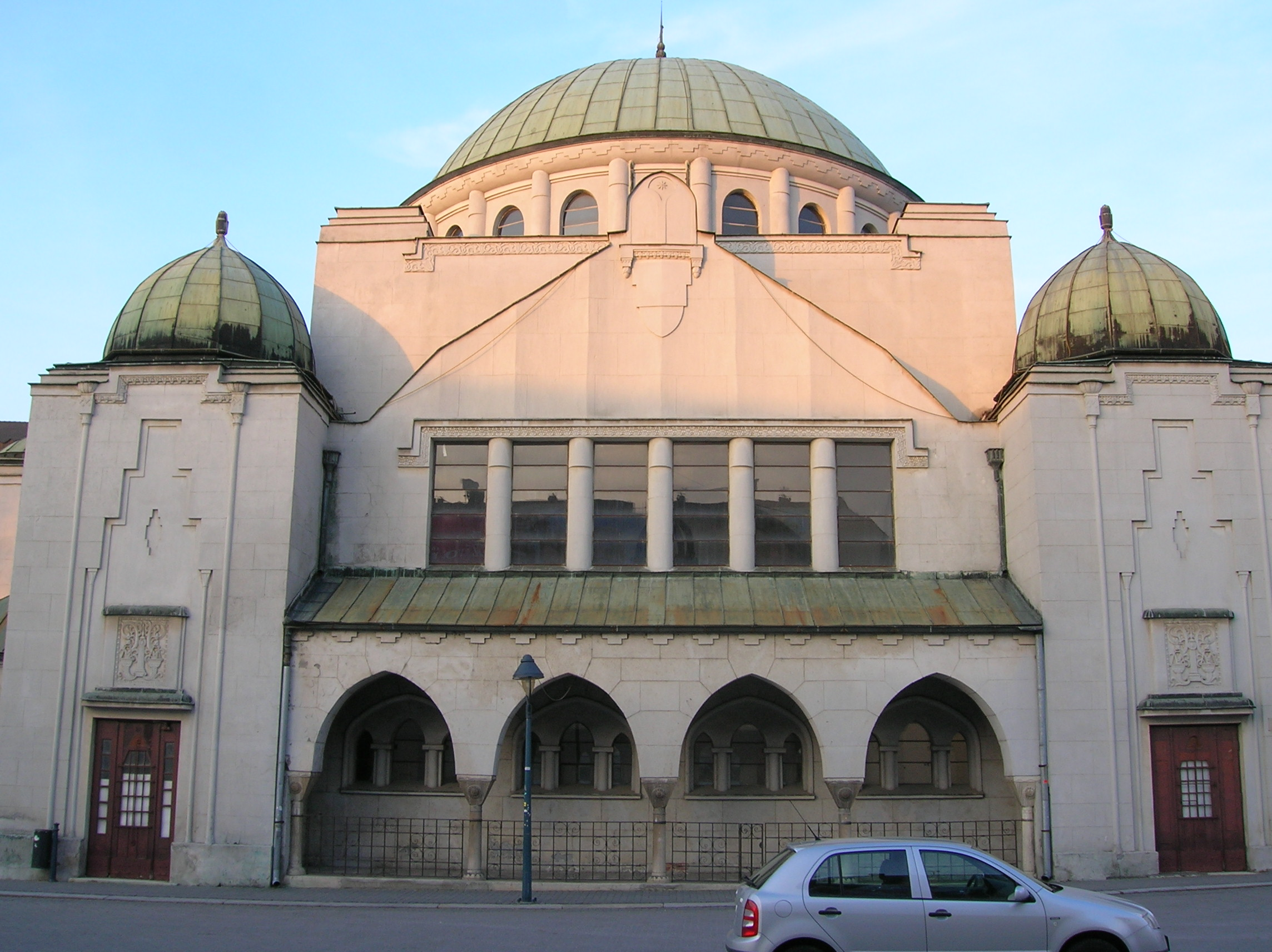
Zsinagóga, Trencsén

### Kubista premodern
A premodern építészet egy része igyekezett elhagyni a történeti formák alkalmazását. Némely építészt a kortárs kubista áramlatok inspiráltak, ők az épülethatároló megmozgatott síkok különféle változataival és árnyékhatásaival alkotottak különleges épületeket:
- Neklanova utcai bérház, Prága (1913, Josef Chochol)[13]
- Kovařovicova-villa, Prága (1913, Josef Chochol)
- Bedřich Bendelmeyer épületei, Prága[13]
- „Fekete Istenanya” háza, Prága (1911–1912, Josef Gocar)[13]

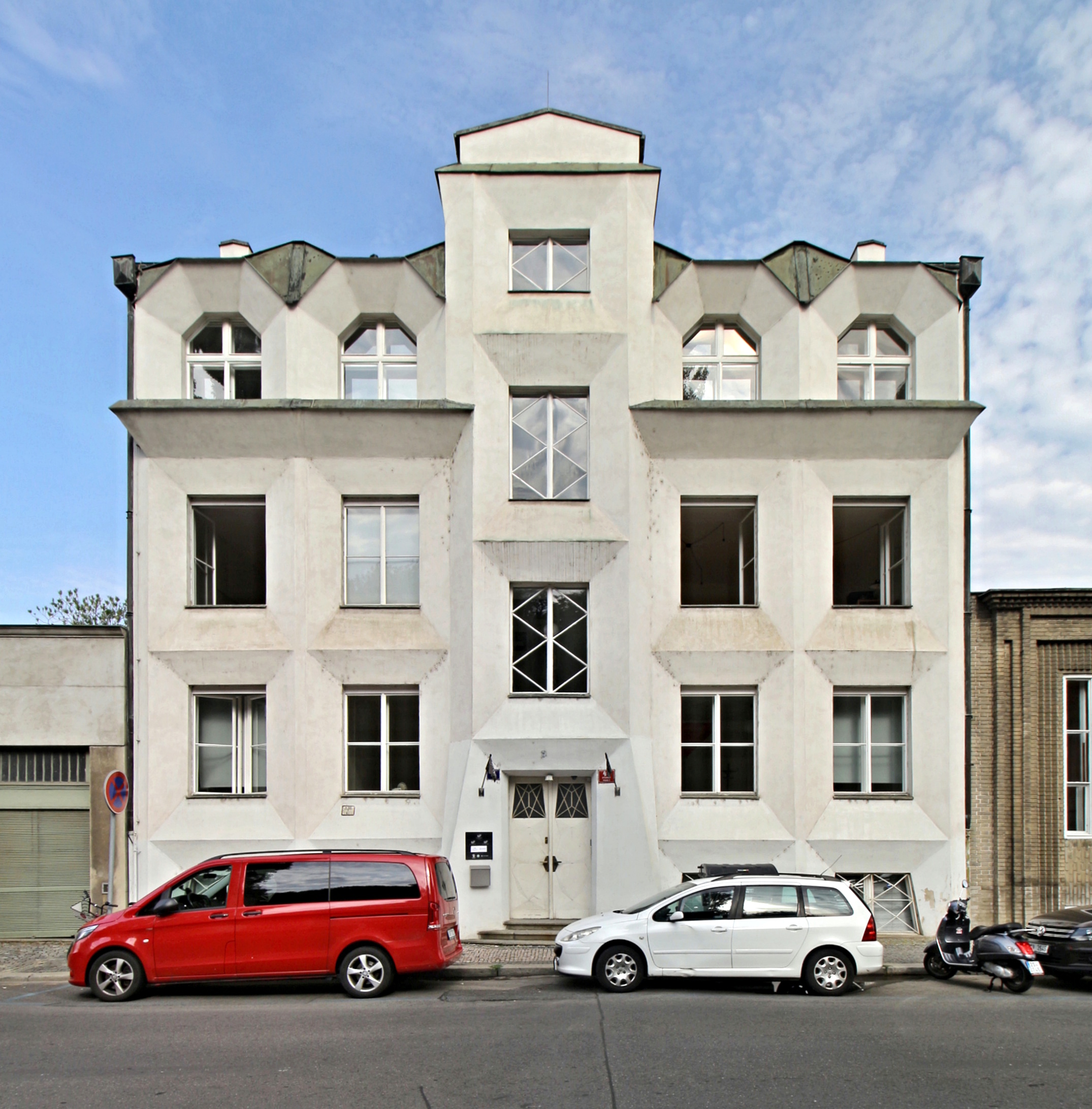
Kovařovicova-villa
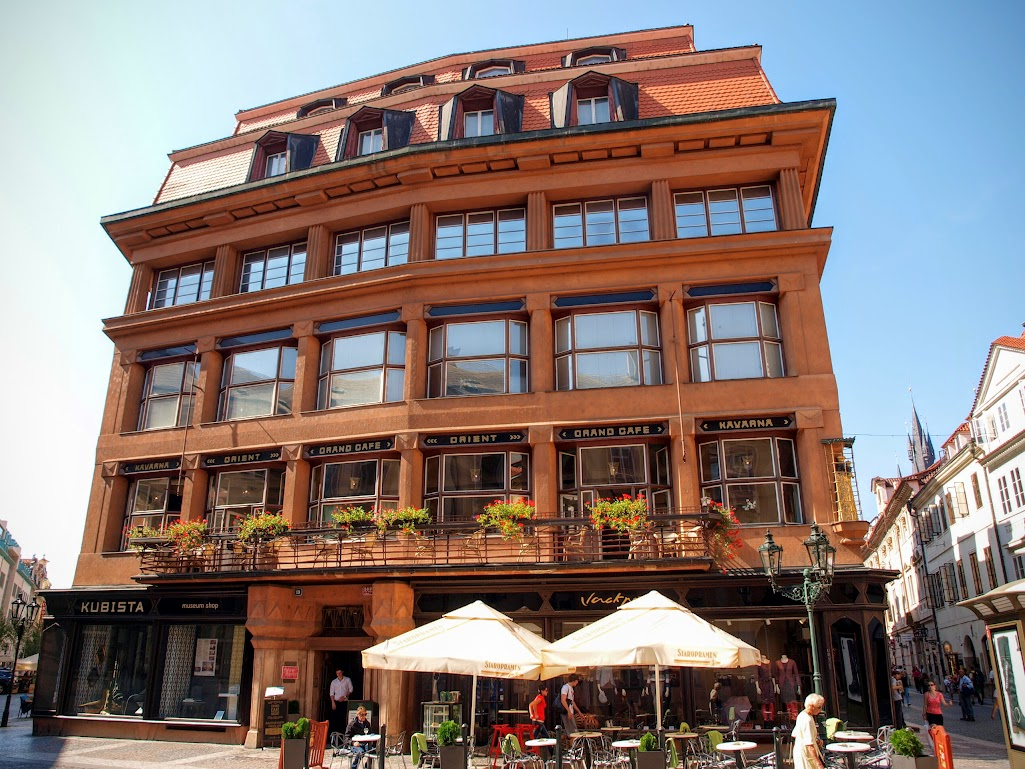
„Fekete Istenanya” háza

### „Sima falu” premodern
A teljes dísztelenséget, és formákkal való játékok hiányát a premodern építészet harmadik irányzatát jellemezte. Ez volt az az építészet, amely mai szemmel leginkább hasonlít a későbbi (két világháború közötti) időszakot jellemző modern építészetre. Az irányzat központi alakja, egyben fő teoretikusa Adolf Loos volt. A Goldmann- és Salatsch-áruházon egyetlen övpárkány képezi a tagolást, a Steiner-háznál már teljesen díszítetlen falak és keretezetlen ablakok vannak jelen. Loos odáig ment, hogy 1908-ban megjelent Díszítés és bűn (Ornament and Crime) című tanulmányában az egyszerűsítés, dísztelenség már nem csupán költséghatékonyságot, hanem kulturális emelkedettséget, erkölcsi pluszt, etikai magasságot is jelentett. „A díszítéstől való megszabadulás a lelki erősség jele.” Némely építész nem jutott el eddig a pontig, ők (pl. Robert Oerley) a vízszintes tagolásokat hangsúlyozták ki. Példák:
- Goldmann- és Salatsch-áruház, Bécs (1909–1910, Adolf Loos)[13]
- Steiner-ház, Bécs (Adolf Loos)[13]
- Scheu-ház, Bécs (Adolf Loos)[13]
- Luithlen Szanatórium, Bécs (1907, Robert Oerley)[13]
- Wenke-áruház, Jaroměř (1908–1909, Josef Gočár)[13]
- Eigen Haard-házak, Amszterdam (1913, Michel de Klerk)[13]

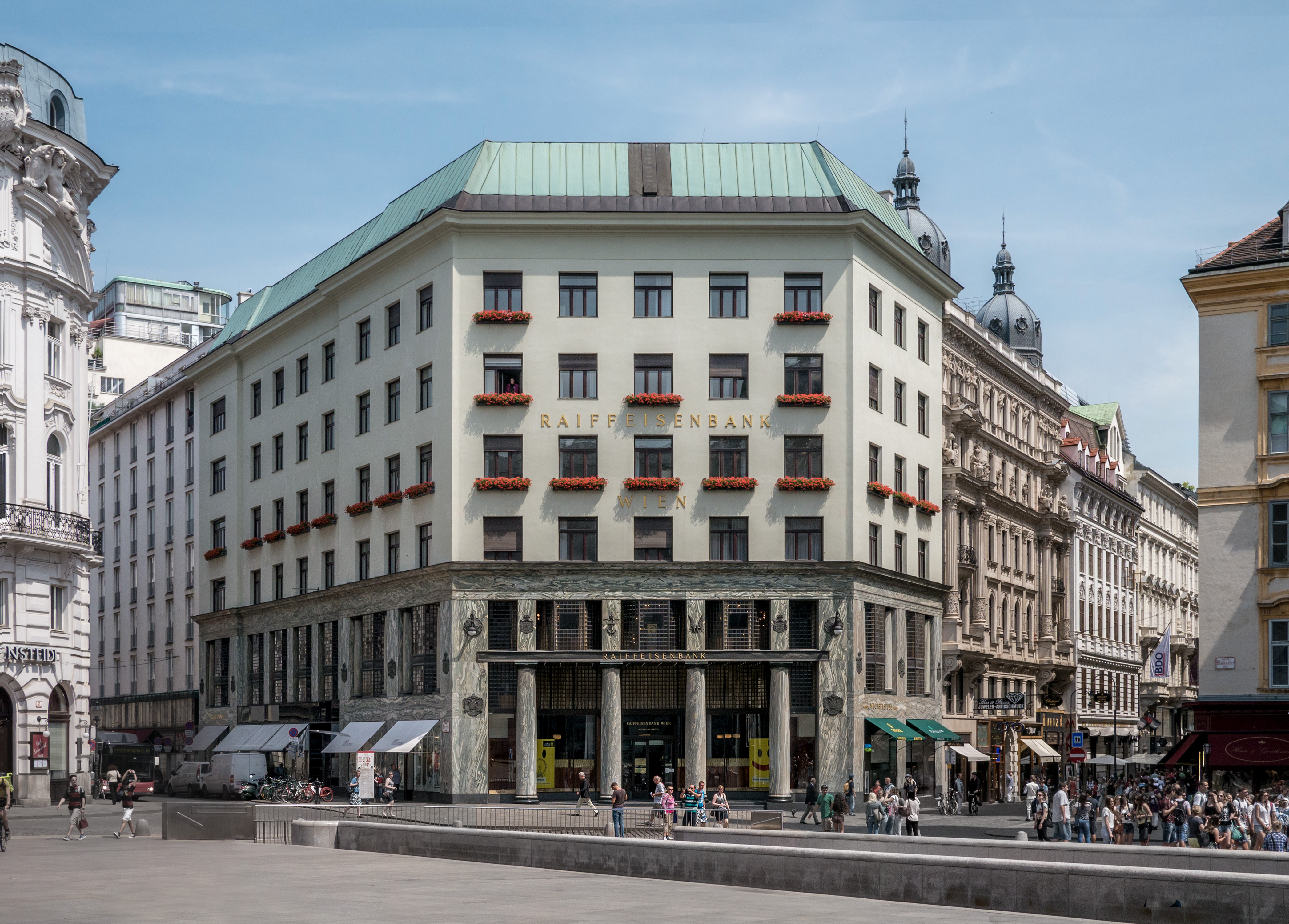
Goldmann- és Salatsch-áruház
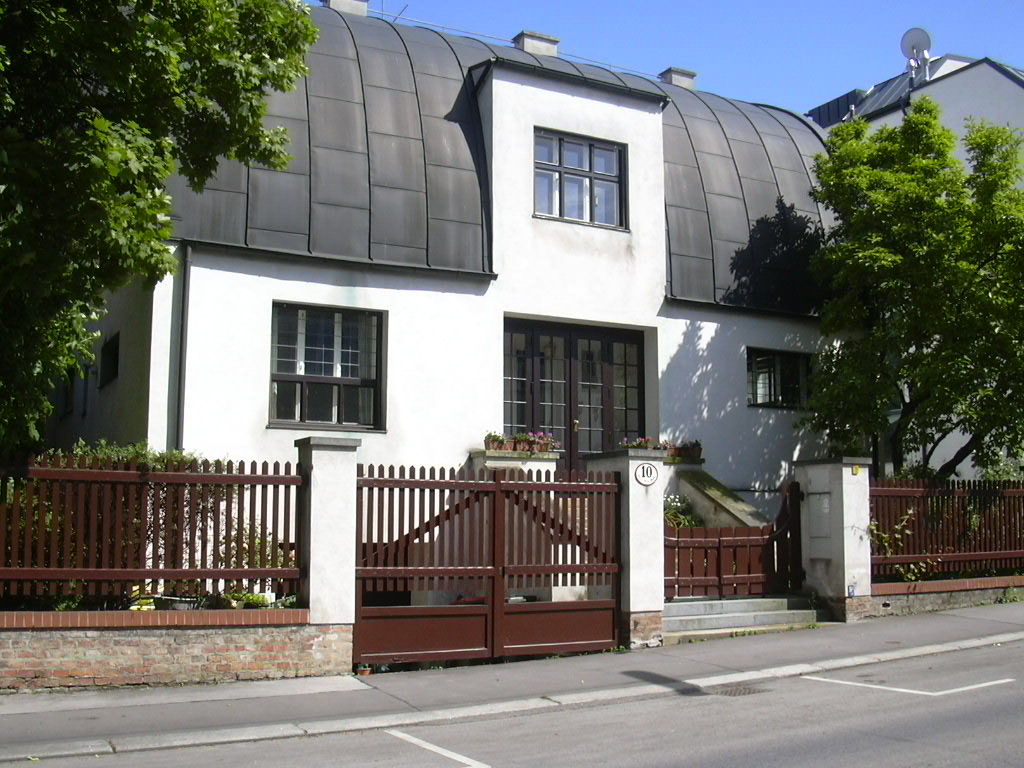
Steiner-ház
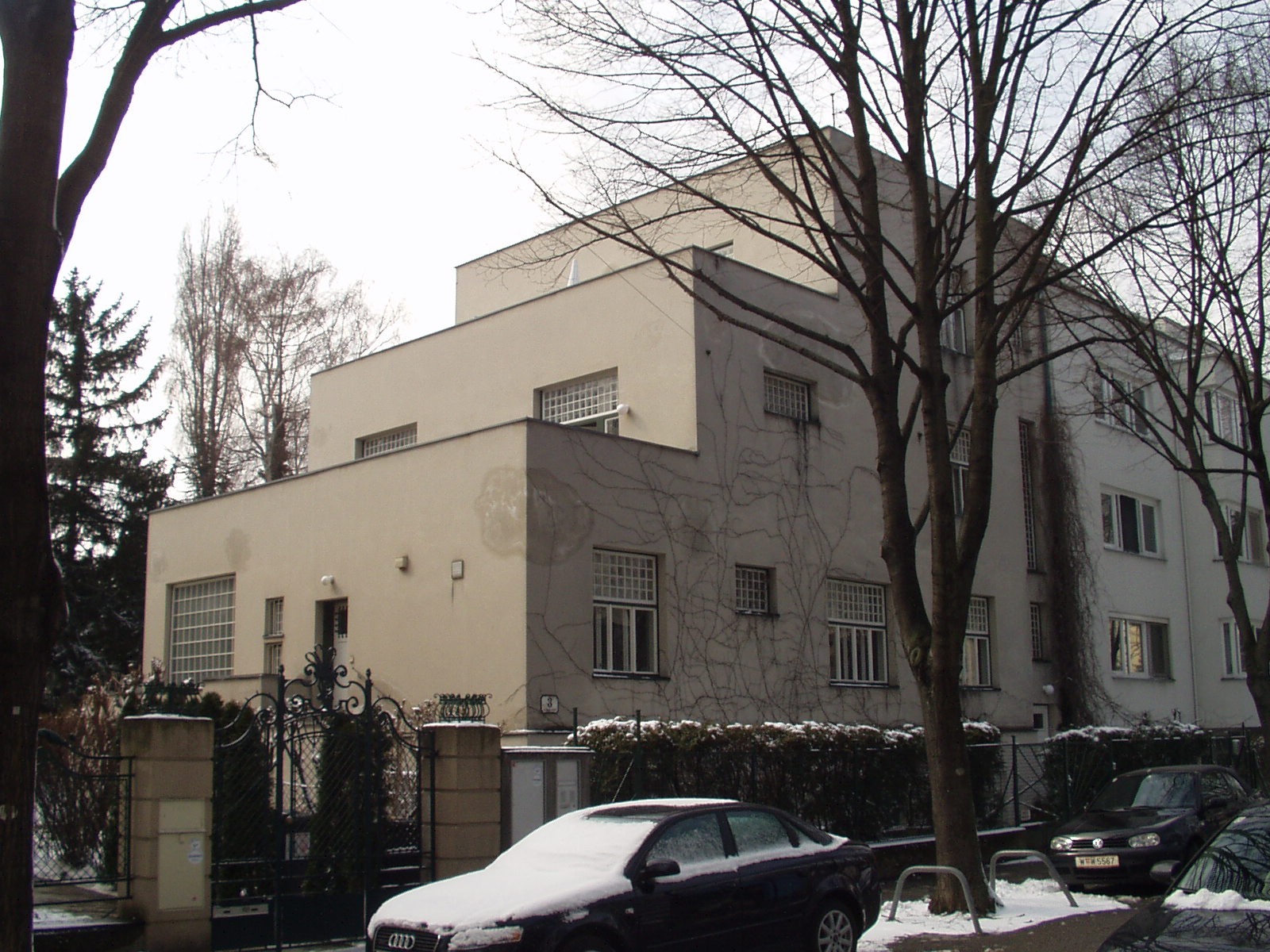
Scheu-ház
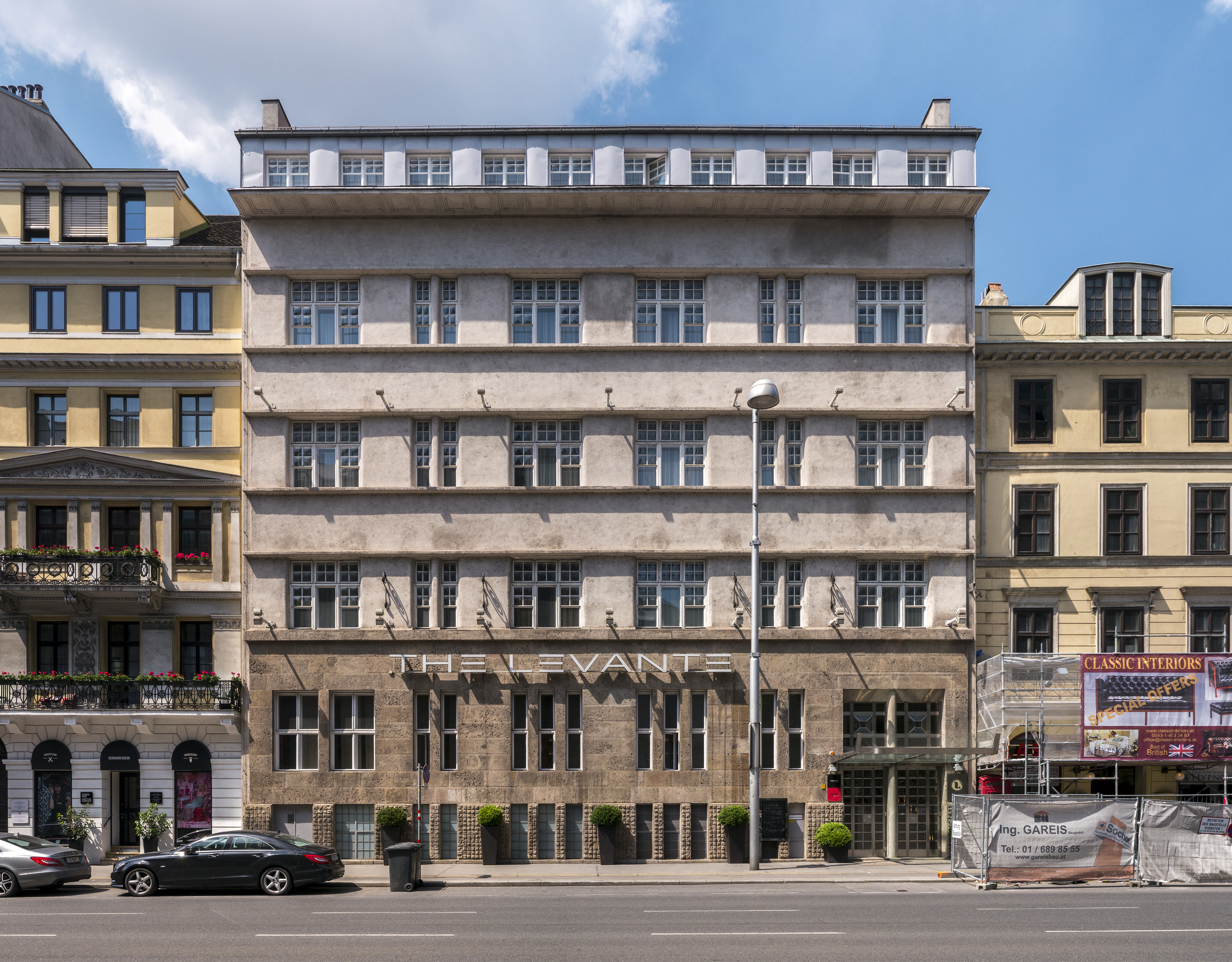
Luithlen Szanatórium
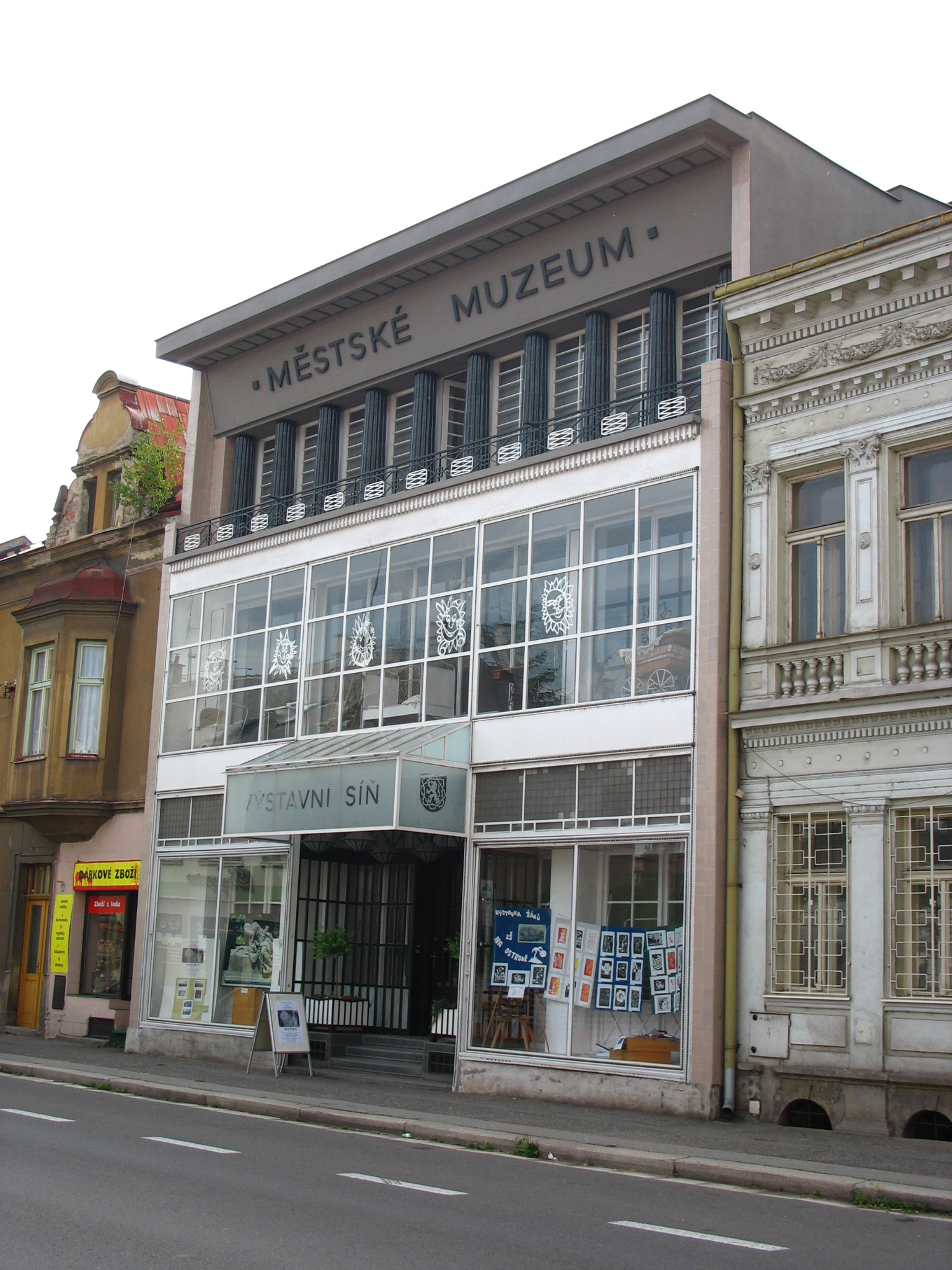
Wenke-áruház

### Szerkezetkiemelő, racionalista premodern
Bizonyos építészek az épülettartó (vas, vasbeton) szerkezetek és üvegfelületek kiemelését helyezték a középpontba. Korai képviselőik (pl. Perret) még alkalmaztak minimális díszítést épületeiken, később ezek eltűntek.
- Franklin utcai ház, Párizs (1903–1904, Auguste Perret)[15]
- Rue de Pointhieu-i garázs, Párizs (1905, Auguste Perret)[16]
- Champs-Elysées Színház (1911–1912, Auguste Perret)[17]
- Le Parisien Office, Párizs (1903–1905, Georges Chedanne)[17]
- parabolaíves léghajóhangárok (1910-es évek, Eugéne Freyssinet)[18]
- AEG-turbinacsarnok, Berlin (1908–1910, Peter Behrens és Karl Bernhardt)[19]
- Fagus Művek, Alfeld an der Leine (1911, Walter Gropius és Adolf Meyer)[20]
- Lubani Vegyi Üzem, Poznań (1911, Hans Poelzig)[20]
- Víztorony, Poznań (1911, Hans Poelzig)[20]
- Dronsfield Brothers Office building, Oldham (1908, James Henry Sellers)[7]
- Centenáriumi Csarnok (Jahrhunderthalle), Wroclaw (1913, Max Berg)[7]
- I. Goetheanum (1908, Rudolf Steiner, Carl Schmid-Curtius, Ernst Aisenpreis) – folytatása, a II. Goetheanum már nem ebben a korszakban épült (1928)[7]
- Fiat-üzem, Torino (1915–1921, Giacomo Matté-Trucco)[7]

A fiatalon elhunyt Antonio Sant'Elia fantasztikus kinézetű épületek, Tony Garnier városrészek terveit (pl. Cité Industrielle) készítette el ilyen formában.

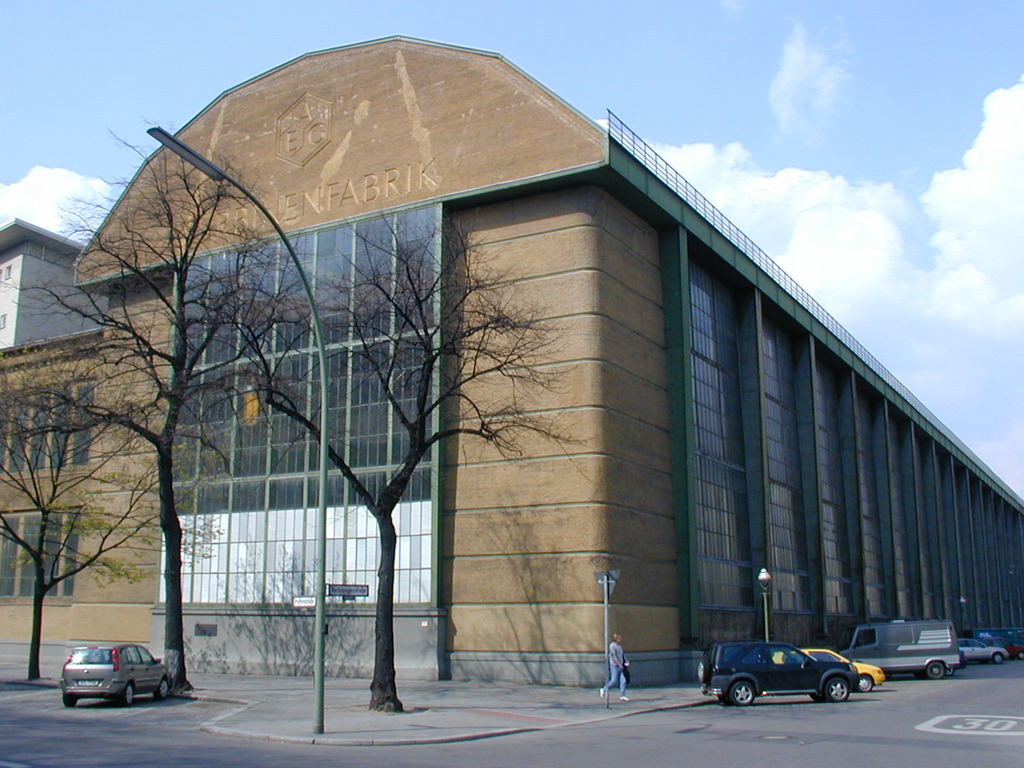
AEG-turbinacsarnok
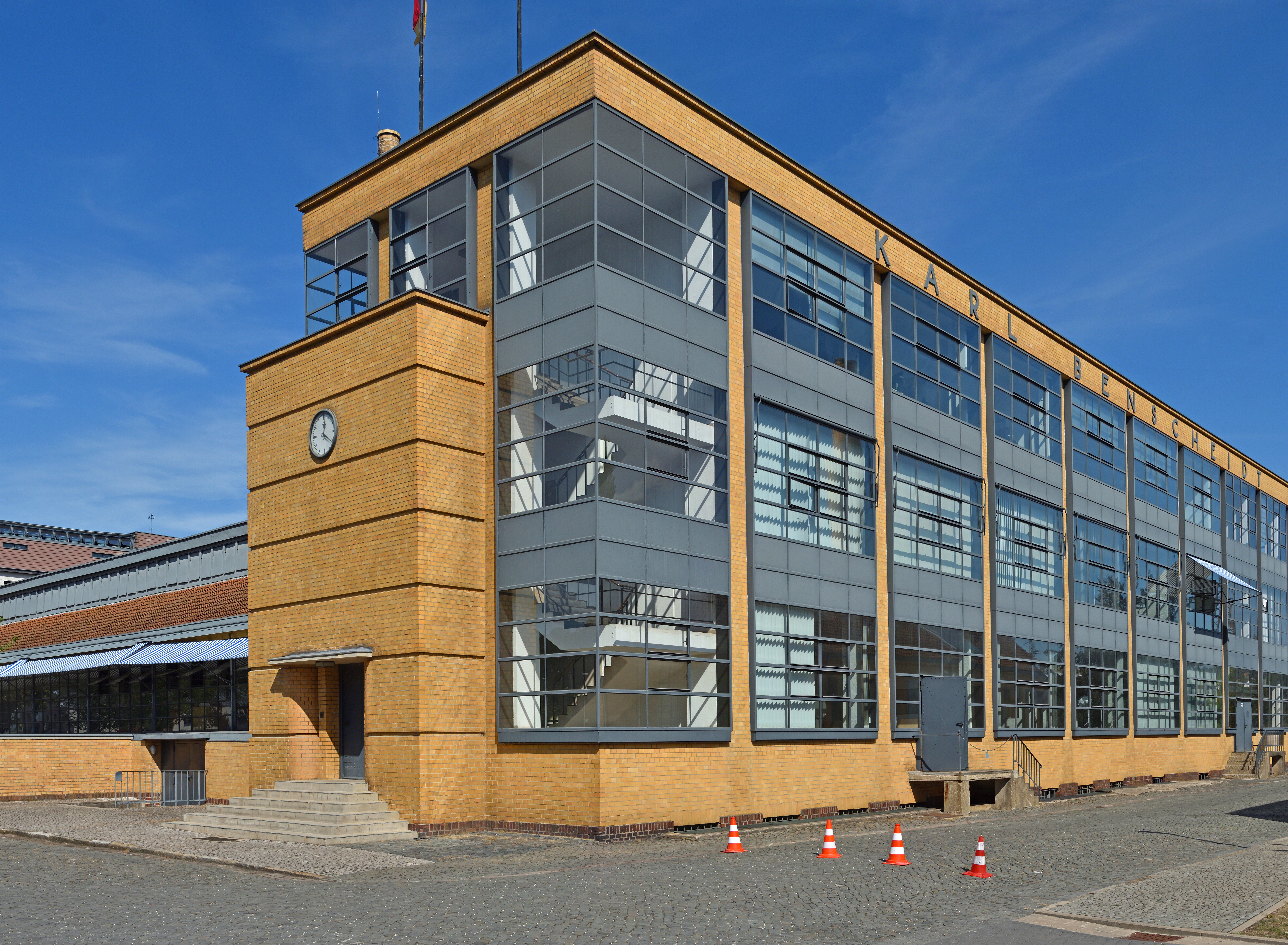
Fagus Művek
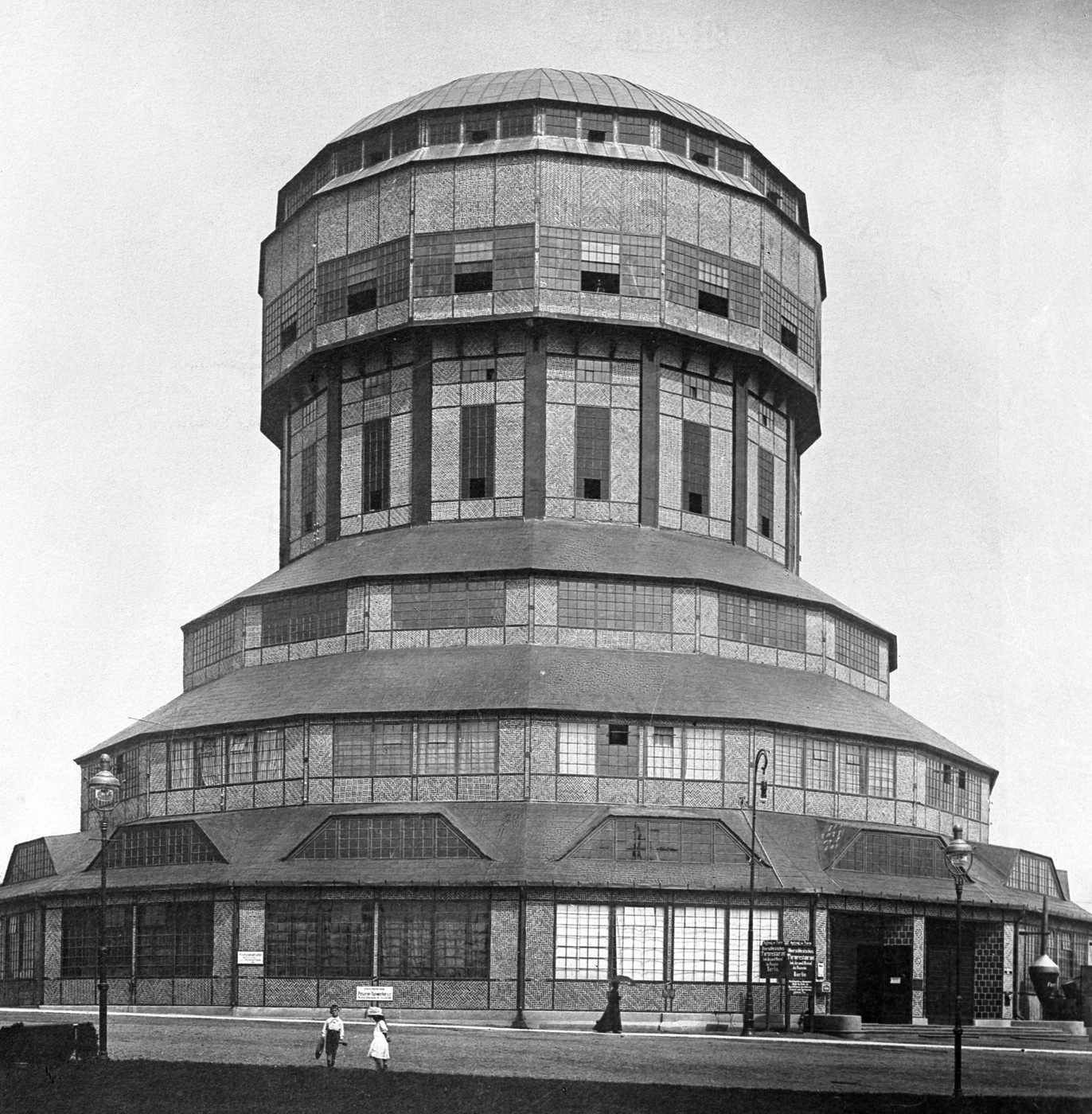
Poznańi Víztorony
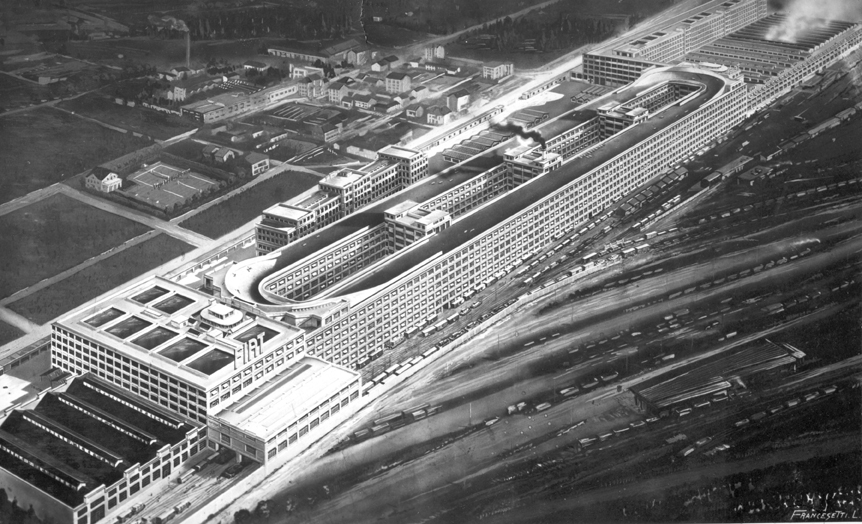
Fiat-üzem
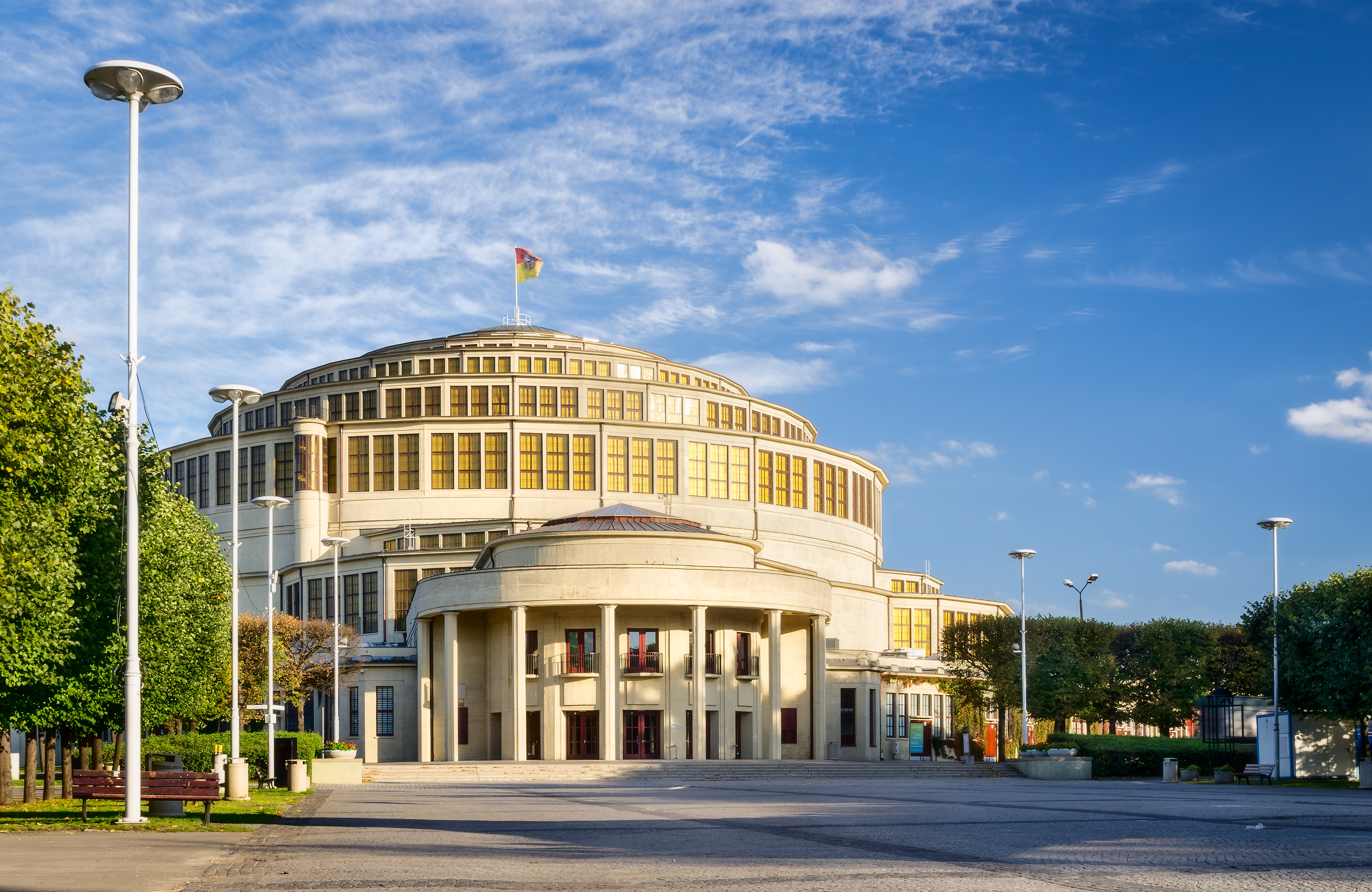
Centenáriumi Csarnok (Jahrhunderthalle), külső homlokzat
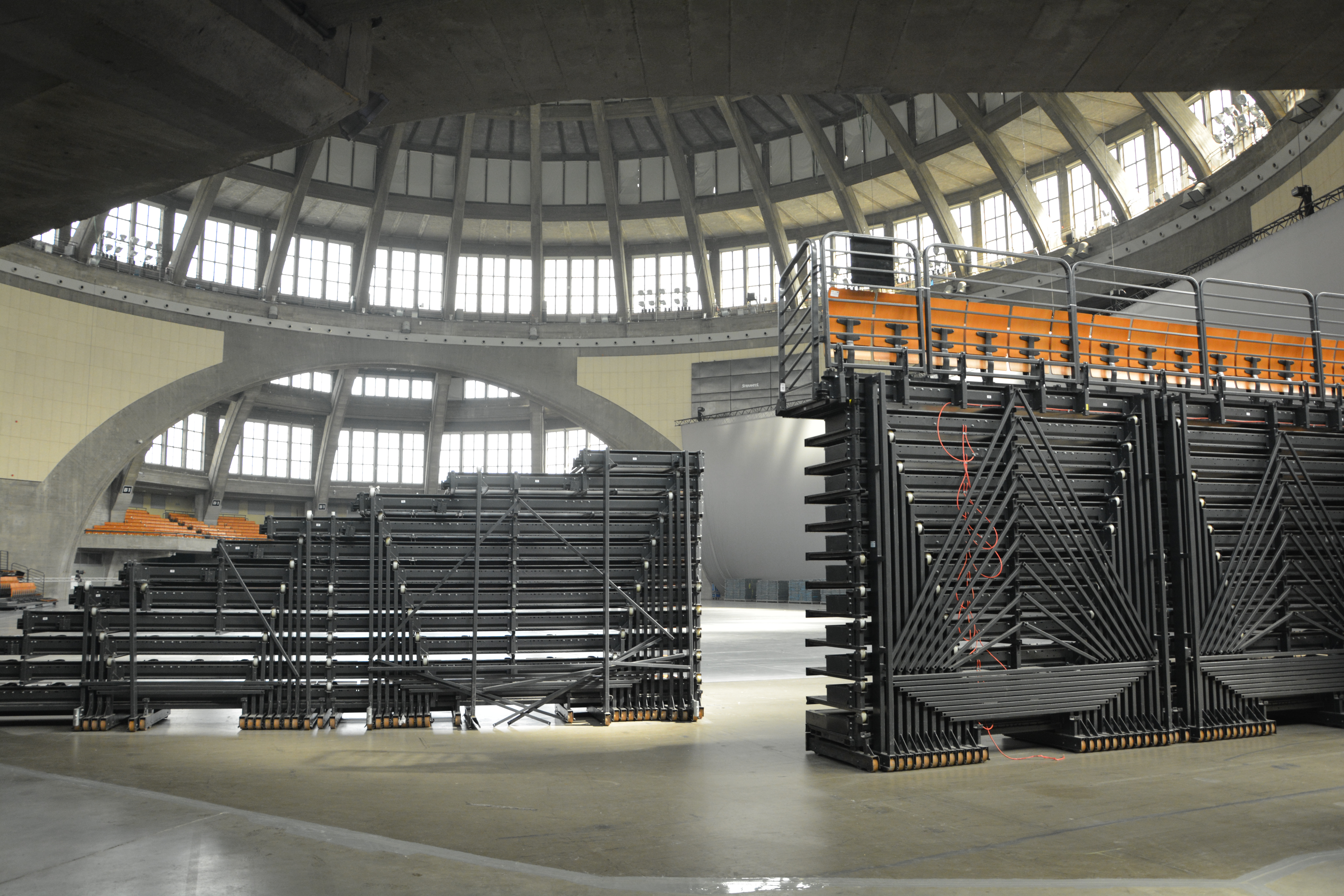
Jahrhunderthalle, belső
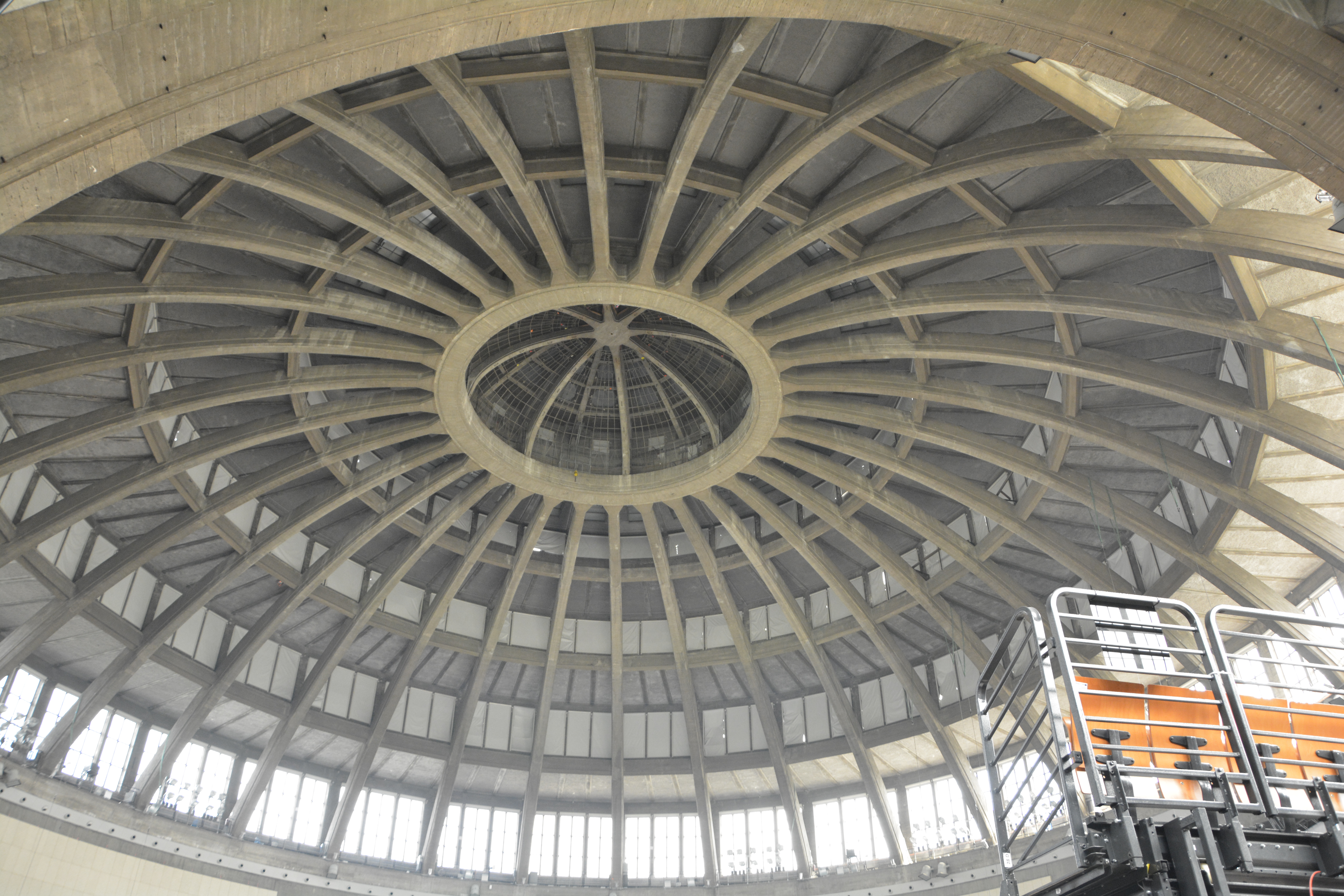
Jahrhunderthalle, kupola
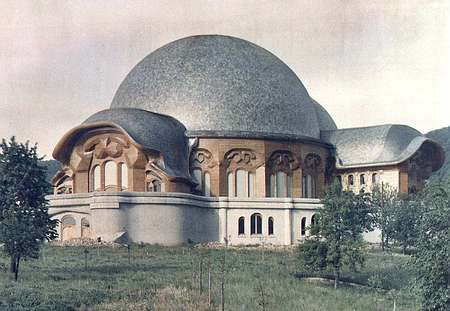
I. Goetheanum
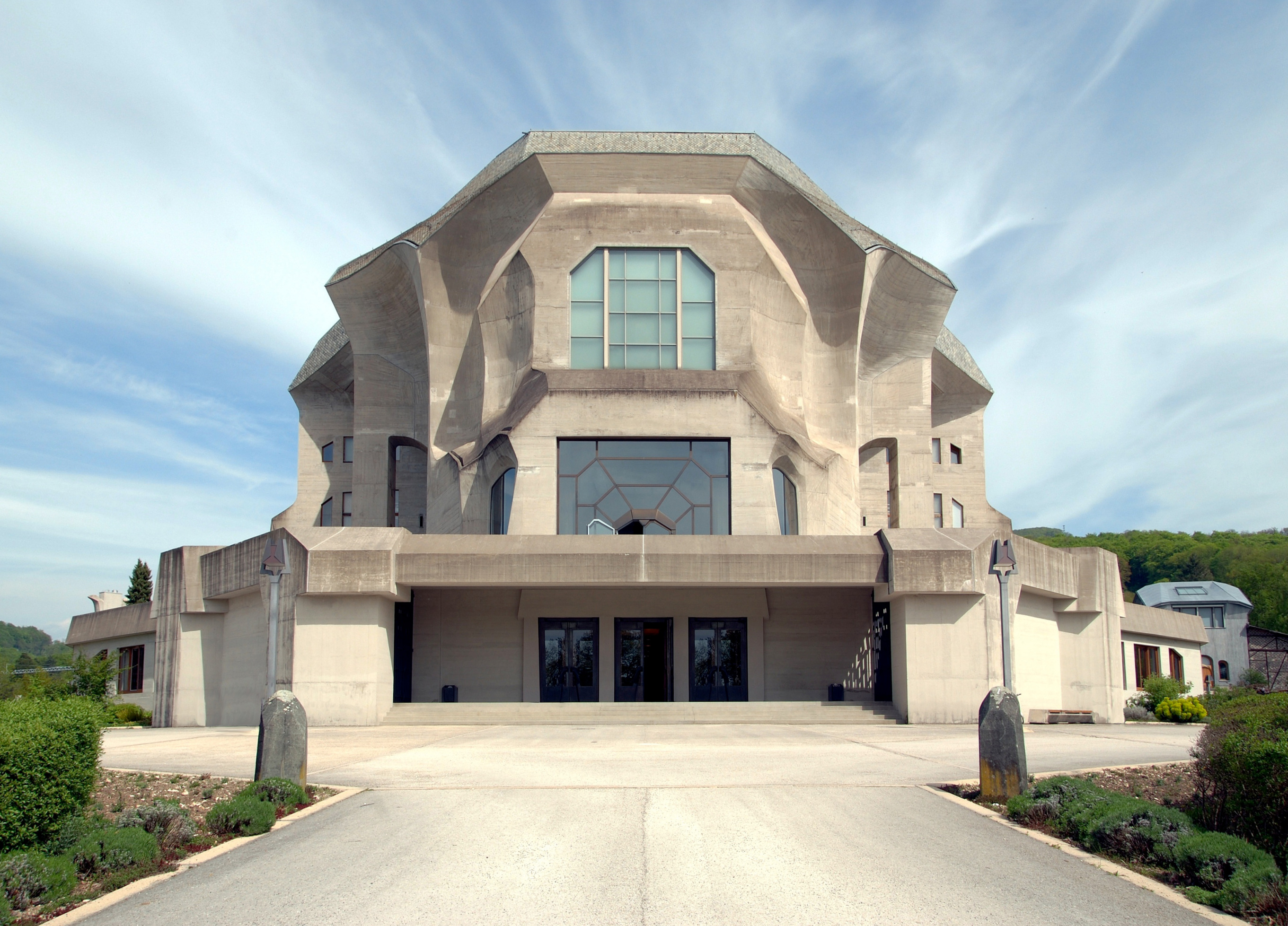
II. Goetheanum (nem a korszakba tartozó épület)

## Utóélete
A premodern építészet a két világháború között eljutott a teljesen dísztelen korai modern építészethez. Másik utódstílusa a díszeket megtartó art déco lett.

## Egyéb irodalom
- Kubinszky Mihály: Adolf Loos, Akadémiai Kiadó, Budapest, 1967 (Architektúra-sorozat)
- Kubinszky Mihály: Otto Wagner, Akadémiai Kiadó, Budapest, 1988 (Architektúra-sorozat)
- August Sarnitz: Otto Wagner 1841–1918. A modern építészet úttörői, Taschen-Vince Kiadó, Budapest, 2006, ISBN 978-3-8228-5691-8 (Kismonográfia album-sorozat)
- Otto Wagner: Írások, tervek, épületek, TERC Kft., Budapest, 2012, ISBN 978 963 9968 17 2

## Egyéb külső hivatkozás
- https://architecturethroughdecades.weebly.com/1910-1920.html